# عهد أماديو الأول
ابتدأ في عهد أماديو أول محاولة في تاريخ إسبانيا لتطبيق شكل الحكومة الملكية البرلمانية ( «الملكية الشعبية» أو «ملكية ديمقراطية» كما كان تسمى في ذلك الوقت)، على الرغم من أنها انتهت بفشل ذريع لأنها استمرت عامين فقط (من 2 يناير 1871 أعلان البرلمان تنصيب أماديو الأول ملكا على إسبانيا إلى يوم 10 فبراير 1873 عندما أعلن عن تنازله عن العرش).
ومن بين أسباب الفشل الكثيرة إنه يوم وصول الملك الجديد إسبانيا توفي في مدريد الجنرال بريم من هجوم التي وقع عليه قبل ثلاثة أيام. إضافة إلى كون بريم الداعم الرئيسي للملك الجديد، فهو زعيم حزب التقدم أكبر قوة سياسية في الائتلاف الداعم للملكية ديمقراطية، وبموته بدأ الصراع على خلافته بين ساغستا وثوريا. فتسببت الوفاة في نهاية المطاف في "إنهيار صادم" للتحالف الذي كان عماد النظام الملكي الأمادي. والدليل على عدم الاستقرار السياسي للنظام هو إجراء ثلاثة انتخابات عامة للكورتيس وست حكومات خلال سنتين من عهد الملك". ففي نهاية المطاف كان السبب الرئيس لفشل تلك الحقبة هو "انشقاق [القوى] الداعمة لإستدامته فجعلت من المستحيل استمرار تلك التجربة". من ناحية أخرى، فإن نظام أماديو الملكي فشل في دمج جماعات المعارضة السياسية التي لم تعترف بشرعيته واستمرت في الدفاع عن مشروعها السياسي الخاص بها -مثل النظام الجمهوري والملكية الكارلية والملكية ألفونسية [الإنجليزية]-. كان عهد أماديو الأول هو جزء من ديموقراطية السنوات الست (1868-1874)، والتي بدأت بثورة 1868 وانتهت مع نهاية الجمهورية الإسبانية الأولى (1873-1874) والتي فشلت أيضا.

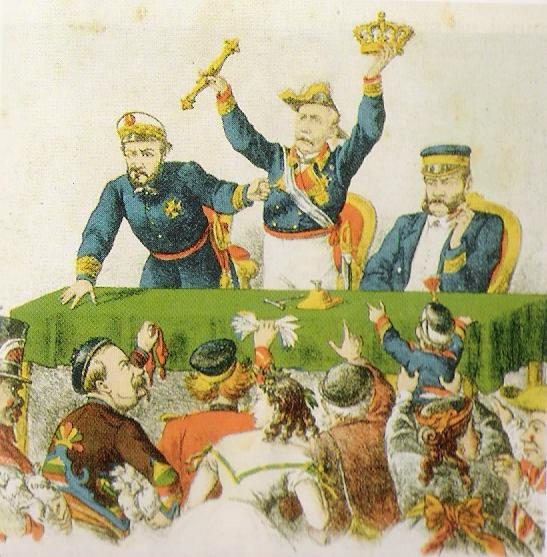
بريم وسيرانو وتوبيتي في المزاد للبحث عن ملك للعرش الإسباني.

## اختيار أماديو دي سافوي ملكا على إسبانيا
أضحى البحث عن ملك مشكلة داخلية خطيرة، فالقوى السياسية التي أطاحت بالملكة إيزابيل الثانية لم يتمكنوا من الاتفاق على من ينبغي أن يحل محلها: الإتحاديين أرادوا دوق مونتبينسير. والتقدميين ارادوا فرديناند ساكس كوبورج، وهو أيضا رغبة دولية. وكما أندلعت المنافسة بين القوى الأوروبية الكبرى (جميع الملكيات) لإنجاح من يرشحونه على العرش الشاغر في إسبانيا.
طرح العديد اسم الشاب ألفونسو نجل الملكة إيزابيلا (وهو ملك المستقبل ألفونسو الثاني عشر)، إلا أن الكثيرون اعتقدوا بأنه قد تهيمن عليه والدته وأنه سوف يرث عيوبها. وأثير اسم الأمير فرناندو مؤسس بيت براغانزا-ساكس كوبرغ وغوتا الوصي السابق للبرتغال المجاورة، إلا أن الأمير البرتغالي رفض العرض. وكذلك تم ترشيح اسم الأمير ليوبولد من هوهنتسولرن- سيغمارينغن بدعم قوي من وزير الخارجية أوتو فون بسمارك، إلا أن نابليون الثالث اعترض على الترشيح مما أدي إلى اندلاع الحرب الفرنسية البروسية، وهكذا خرج اسم الأمير البروسي ليوبولد. وكذلك اعترض نابليون على دوق مونتبينسير بسبب العداء بين البيوت الأسر الحاكمة الفرنسية -بونابرت واورليانز - بالإضافة إلى علاقة المصاهرة بين بيت مونتبينسير مع البوربون حيث ان المرشح هو صهر الملكة إيزابيل الثانية المخلوعة مما جعل تأييد هذا المرشح ضعيف جدا من الأحزاب الملكية الديمقراطية الأسبانية، "لذا لم يكن هناك سوى المرشح الإيطالي لبيت سافوي، الذي رشحه بريم منذ صيف 1870 ليصبح الداعم الرئيسي له.
وفي يوم 16 نوفمبر 1870 انتخب مجلس الكورتيس التأسيسي أماديو من سافوي ودوق أوستا وهو الابن الثاني للملك إيطاليا فيتوريو إمانويلي الثاني ملك اسبانيا الجديد باسم أماديو الأول. وصوت له 191 نائبا مقابل 100 ضده وامتناع 19، وصوت 60 لصالح جمهورية اتحادية، و27 للدوق مونتبينسير، و8 للجنرال إسبارتيرو. أرضت النتيجة التقدميين فقط بينما مرت النتيجة على الرأي العام الإسباني ببرود شديد، الذي لم يشعر بأي حماس للأمير الإيطالي.

## السنة الأولى في الحكم

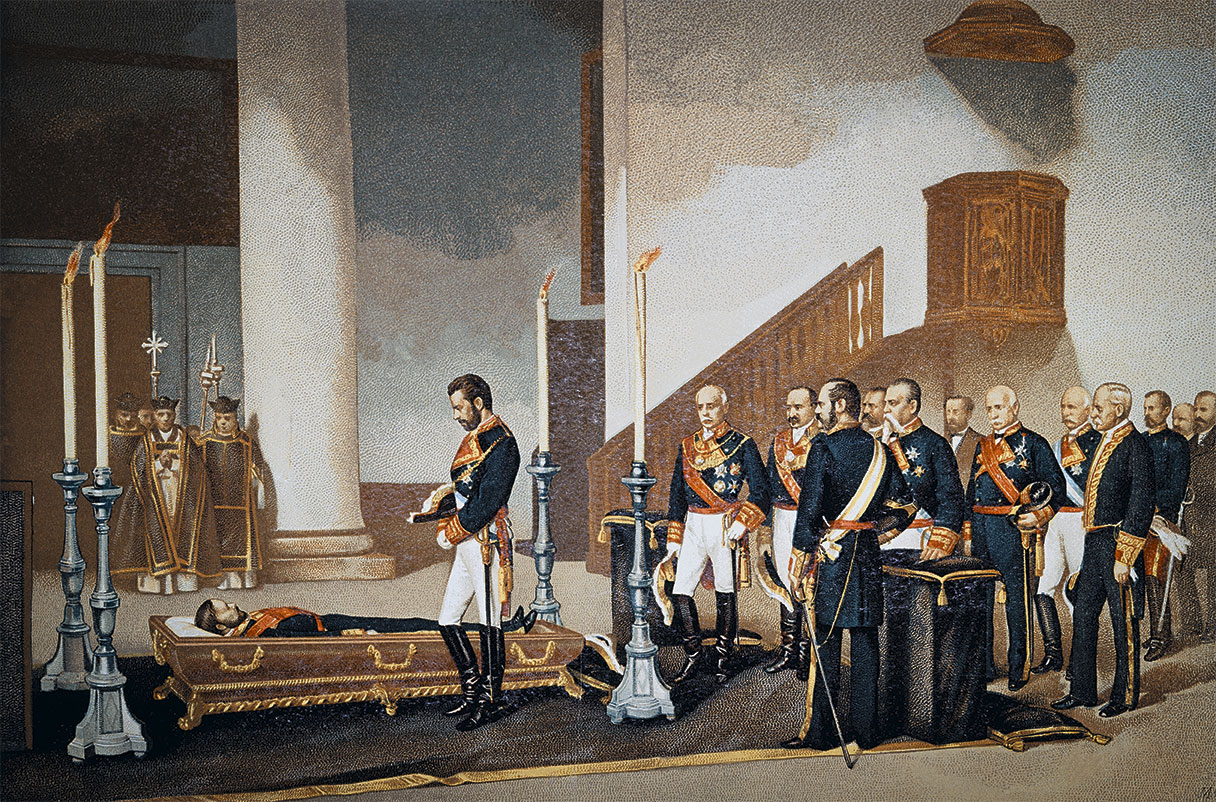
وقوف أماديو الأول أمام نعش الجنرال بريم 1871.

لايمكن التكهن بالأسوأ بعهد أماديو الأول حيث ماأن وطأت قدماه إسبانيا يوم 30 ديسمبر 1870 حتى وردته الأخبار أن الجنرال بريم الداعم الرئيسي له قد مات ضحية لهجوم وقع عليه في مدريد قبل ثلاثة أيام أمام الكورتيس وهو في طريقه إلى منزله. وحرم هذا الحادث عن أماديو دعما قويا وخاصة في المراحل الأولى للحكم، وكان يمكن أن يكون حاسما إذا ما أخذنا بعين الاعتبار أن حزب التقدم قد انقسم بين ساغستا وثوريا على خلافة بريم لرئاسة الحزب.
دخل الملك الجديد مدريد في 2 يناير 1871 وفي نفس اليوم أقسم على دستور 1869 أمام البرلمان. وبعدها توجه إلى حيث جثمان الجنرال بريم لوداعه كما في الصورة.

### حكومة الجنرال سيرانو
بعد اغتيال الجنرال بريم شكلت حكومة «وفاق» برئاسة الأميرال توبيتي حسب طلب بريم وهو على فراش الموت. وفي السياق نفسه اقترح أماديو على البرلمان رئيسا جديدا لمجلس الوزراء وهو «الوحدوي» الجنرال سيرانو، الذي كان وصيا على الحكم منذ صدور دستور 1869 حتى يمين الملك الجديد. التزم سيرانو بتعليمات الملك وشكل حكومة من جميع قادة المجموعات التي تشكل الائتلاف الداعم للملكية الديمقراطية: التقدميين ساغستا ورويث ثوريا. والديمقراطي الملكي أو «الكمبريون» كريستينو مارتوس. و«الوحدوي» أدلاردو لوبيز دي أيالا.

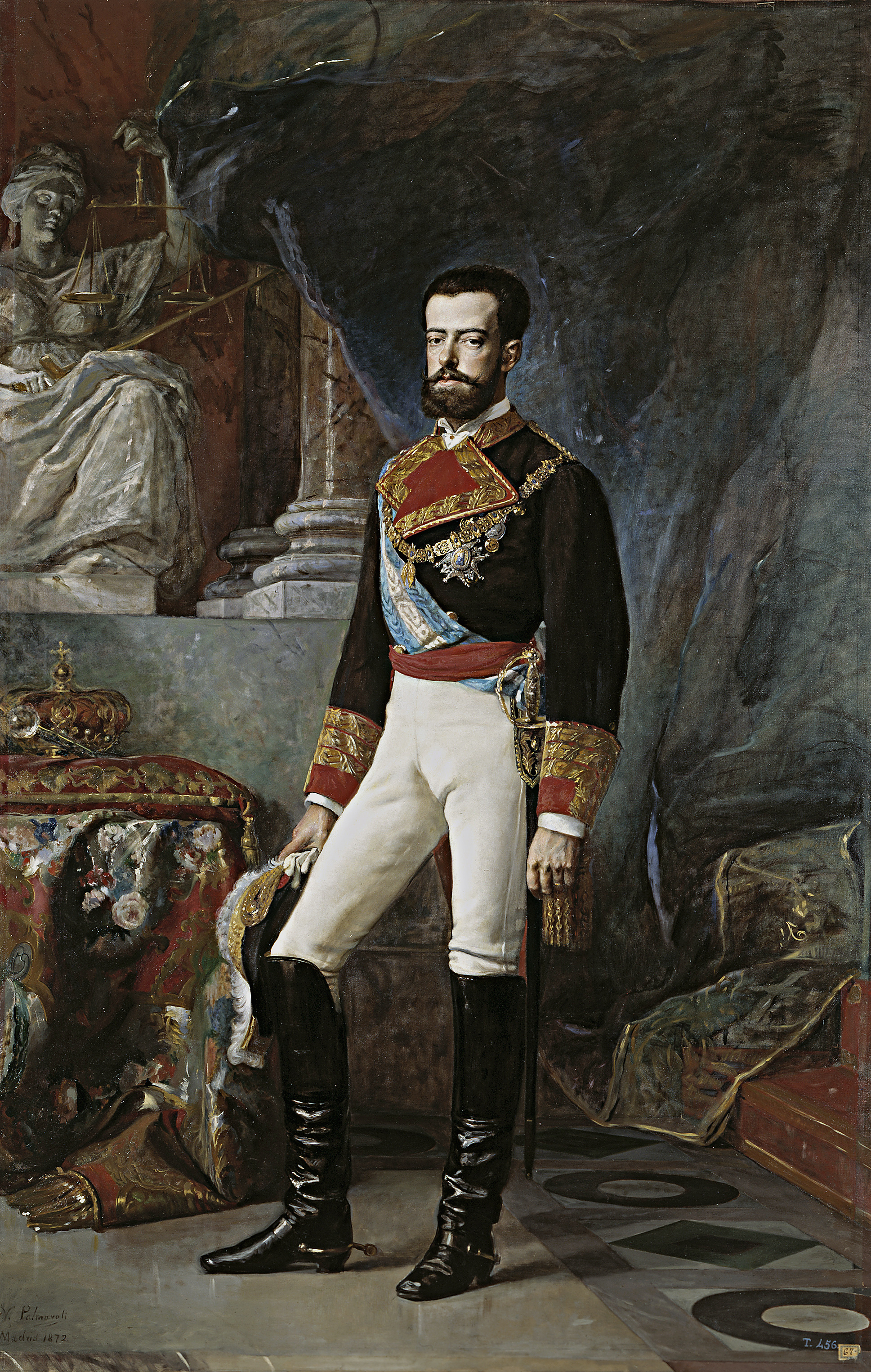
أماديو الأول: ملك إسبانيا.

وكانت المهمة الأولى لحكومة سيرانو التي اعتبرها أعضائها أنها «انتقالية» حيث استعدت لأول انتخابات تحت الحكم الملكي الجديد للحصول على أغلبية مريحة لحكومة ائتلافية. تحقيقا لهذه الغاية سن قانون انتخابي يعود إلى الحكم الوسط القديم للمناطق بدلا من المحافظات الإقليمية، وهو النظام الذي دافع عنه التقدميون واستخدم في الانتخابات التأسيسية لسنة 1869. وقد نالت المعارضة المكونة من الكارليين وأتباع الجمهورية الاتحادية على عدد كبير من النواب الذين كان لهم ثقل كبير في الكورتيس بسبب ضعف الحكومة الائتلافية. نال الائتلاف الحكومي على 235 مقعد، كان للتقدميون نحو 130 وحوالي 80 للوحدويين وحوالي 20 مقعد للديمقراطيون و52 للجمهوريين والكارليين 51 والوسط 18. أما الوحدوي المنشق رويث ثوريا الذي استمر يدافع عن ترشيح دوق مونتبينسير، وأنطونيو كانوباس ديل كاستيو الذي دافع عن حقوق الأمير ألفونسو دو بوربون نجل الملكة إيزابيل فازوا بسبعة وتسعة مقاعد على التوالي.
عندما اضطرت حكومة الجنرال سيرانو والكورتيس لإجراء التطوير التشريعي للمبادئ الديمقراطية الواردة في دستور 1869 (مثل هيئة المحلفين والفصل بين الكنيسة والدولة) أو مواجهة المشاكل التي ظهرت (مثل إلغاء التجنيد حرب كوبا وإلغاء الرق فيها والاضطرابات الاجتماعية التي قادها العمال والموظفين وما إلى ذلك) وعندها بدأت الخلافات تطفو. فالإتحاديون واتباع ساغستا التقدميون يرون مع تتويج الدستور لسلالة سافوي يجب أن تكون هناك سياسة قائمة للاحتفاظ بالمكتسبات. أما الديمقراطيين وتقدميو رويث ثوريا فيرون أن توطيد إنجازات يعتمد على إنشاء فوري لبرامج الإصلاحات الاجتماعية والاقتصادية والسياسية.

### معارضة نظام أماديو الملكي
لم يعترف النبلاء الإسبان ولا التسلسل الهرمي للكنيسة بنظام أماديو الملكي. والسبب الرئيسي كان هو الخوف من إضفاء الطابع المؤسسي لثورة 1868 الذي أنهى حكم إيزابيل الملكي الذي كانوا يتمتعون فيه بمكانة متميزة ويخشون الآن أن تنهي السلطة الجديدة ذلك أو أنه سيكون مقدمة للجمهوريين والاشتراكيين المعارضين للملكية الدينية. وتبنى النبلاء الكبار التقاليد والأصالة للدفاع عن القيم الوطنية المفترضة ضد «الملك الأجنبي»، مما أدى إلى مقاطعة البلاط واستيائهم من شخص الملك أماديو وقبل ذلك لم يخفوا إخلاصهم للملكة البوربونية المخلوعة. وكانت الحلقة الأكثر شهرة الدعوة ل«ثورة مانتيلاس» والتي ذكرها الأب لويس كولوما في الرواية الشهيرة «أشياء صغيرة» (Pequeñeces)

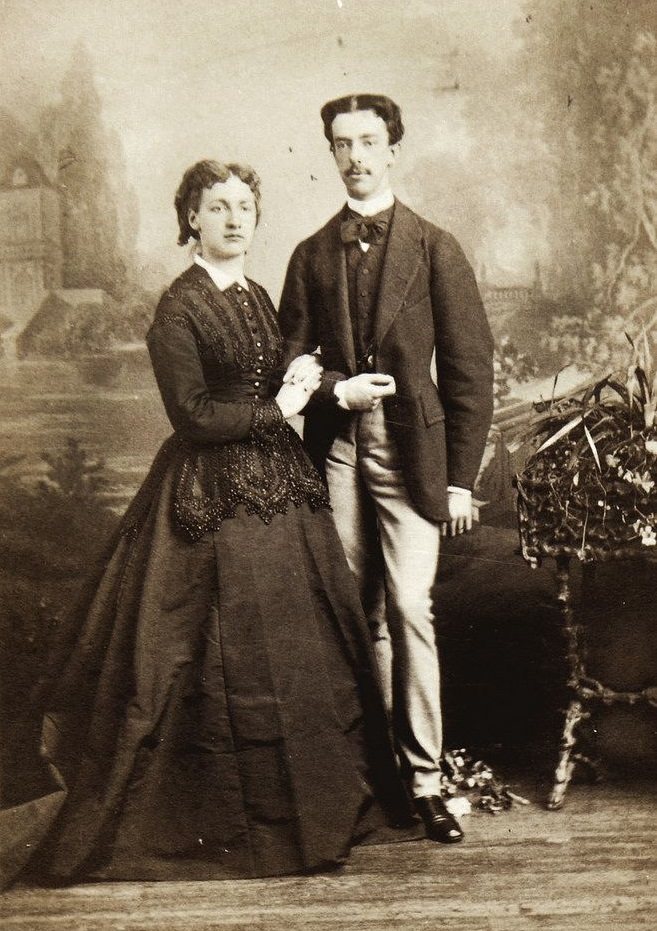
الملك أماديو الأول وزوجته ماريا فيتوريا من بوزو.

فالكنيسة تنظر من جانبها إلى الملك أماديو على أنه ابن ملك إيطاليا فيتوريو إمانويلي الثاني الذي «جرد» البابا بيوس التاسع من الدولة البابوية، كما عارضت الكنيسة حرية العبادة وغيرها من التدابير التي توجت بالفصل الكامل بين الكنيسة والدولة. ويجب أن نضع في الإعتبار أن «التسلسل الكنسي المخول بروح التعصب والقتال الذي أعطاه المنهج، مارس تأثيرا سيئا ليس فقط في الطبقة الوسطى الذين معظمهم من الكاثوليك، ولكن أيضا في مناطق الريف حيث غالبا مايكون القس مترجم للأحداث القادمة من الخارج». ولملئ فراغ خروج النبلاء حاول أماديو الأول تكريم الأعضاء البرجوازية الصناعية وأصحاب المال الذين دعموا النظام الملكي الديمقراطي الجديد، إلا أن هناك انشقاق في تلك المجموعة الاجتماعية وخاصة القطاع المرتبط بالقضية الكوبية، بسبب مشروع الحكومات الراديكالية في إلغاء العبودية في كوبا وبورتوريكو، ومعارضة البرجوازية الصناعية الكتالونية للتجارة الحرة التي بدأت في 1869 والتي استمر الراديكاليون في الدفاع عنها.
أما الكارليون الذين شهدوا منذ 1868 طفرة غير مسبوقة في توسيع نفوذهم خارج معاقلهم التقليدية في الباسك ونافارا، والمناطق الداخلية من كاتالونيا وشمال فالنسيا، ويتزعمهم مدعي الملكية التقليدية كارلوس السابع ( حفيد إنفانتي كارلوس الذي أشعل الحرب الكارلية الأولى). ودافع لأول مرة قطاع المسيحيون الجدد "neocatholic" برئاسة نوسيدال عن «الوسائل القانونية» بمعنى تحقيق ثقل في البرلمان عن طريق الانتخابات فتوصل إلى تحالف مع الجمهوريين في انتخابات الأولى وحصل على نتيجة جيدة ب 51 نائبا و21 في مجلس الشيوخ. "فاختيار أماديو الأول أزعجهم بشدة ومنذ تلك اللحظة فقط مارس نوسيدال مع الجناح قانوني تأثيرهما على الدون كارلوس في اشعال انتفاضة سابقة لأوانها. وقد تم ذلك في سبتمبر 1871 وربما ضد رغبة الدون كارلوس الخاصة الذي لم يتمكن من كبح جماح أنصاره مرة أخرى".
ومن المعارضة أيضا هناك الجمهوريون الذين رفضوا كل أنواع الحكم الملكي، فواصلوا الدفاع عن الجمهورية الاتحادية، وكادت أن تصبح في متناول اليد بعد سقوط الإمبراطورية الثانية في فرنسا. وتعايشت مشاريع الحزب الاتحادي الجمهوري السياسية المختلفة تحت «عباءة أسطورة الجمهورية» من اليمين المتشدد إلى «الاشتراكية». ومن أولئك الذين دعا إلى «الوحدوية» وهم الأقلية التي يرأسها إيميليو كاستيلار إلى أولئك الذين دافعوا عن نموذج الدولة الاتحادية مثل الولايات المتحدة وسويسرا وهؤلاء يشكلون الغالبية مع جبهة نيكولاس سالميرون وفرانسيسكو بي. وكذلك هو الحال مع الكارليون حيث التناقض بين الذين يؤيدون «الطريق القانوني» ووافقوا على التعاون مع راديكالية مانويل رويث ثوريا، وبين من يفضل «مسار التمرد».

### حكومة رويث ثوريا الأولى
في 15 يوليو 1871 استقال الوزراء الديمقراطيين والتقدميين «الراديكاليين» لإنهاء حكومة «الوفاق» بزعامة سيرانو لإفساح الطريق إلى «وضع علامات وحدود» بين المحافظين والراديكاليين في حكومة الإئتلاف وتشكيل حكومة متجانسة. ولم يكن لدى الملك الذي ظل مؤيدا «للوفاق» أي خيار سوى تعيين مانويل رويث ثوريا رئيسا جديدا للحكومة في 24 يوليو. 

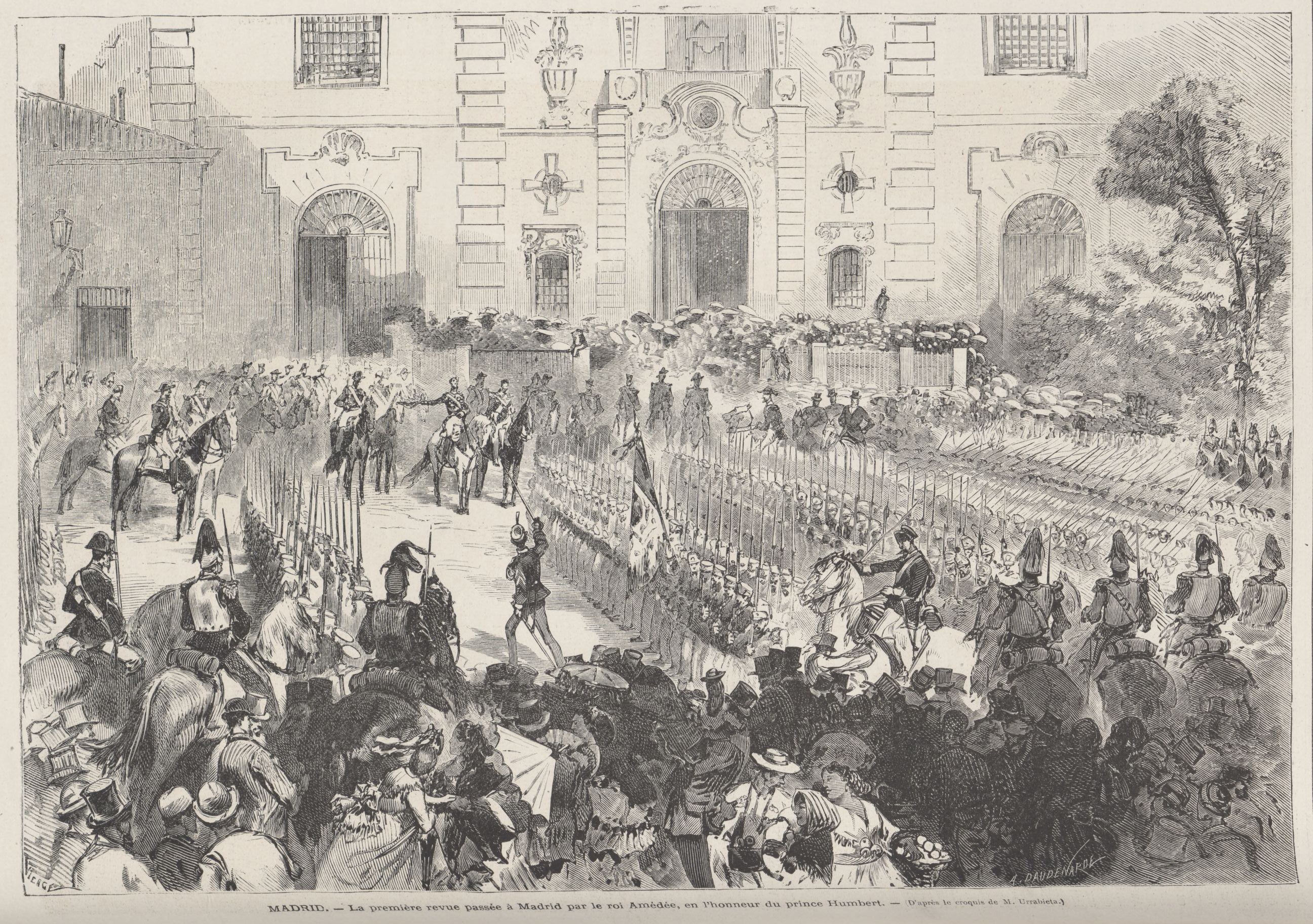
منظر لحرس الملك أماديو الأول سنة 1871.

حاول رويث ثوريا إدخال ساغستا المعتدل في حكومته إلا انه رفض لأنه كما هو أوضح في البرلمان لا يمكن أن يتم إنفاذ النظام من خلال «سياسة حصرية للحزب». ثم شكل رويث ثوريا الحكومة مع التقدميين من حركته فقط والديمقراطيين، وقدمت الحكومة برنامجها إلى البرلمان في 25 يوليو والتي كان شعارها «الحرية والأخلاق والكياسة».
أراد رويث ثوريا أن يعين الديمقراطي سالستيانو أولوزاغا رئيس مجلس النواب سفيرا في باريس ومن ثم تقدم إلى زعيم الديمقراطيين نيكولاس ماريا ريفيرو لشغل المنصب الشاغر. وفي مواجهة تلك المناورة اقترح ساغستا أن يرشح نفسه لهذا المنصب، فجاء التصويت لرئاسة الكورتيس يوم 3 أكتوبر بفوز ساغستا ب 123 صوتا مقابل 113 فقط لريفيرو، فأدرك رويث ثوريا أن تلك النتيجة هي ضد الحكومة فاستقال من منصبه.
أما الملك أماديو الذي قد عاد لتوه من رحلة داخل إسبانيا مع زوجته نظمتها الحكومة لزيادة شعبيتها وزار خلالها الجنرال إسبارتيرو في منزله في لوغرونيو - وكان متقاعدا ولكن لا يزال يتمتع بشعبية هائلة بين الليبراليين التقدميين الذين يعتبرونهم «بطريرك لهم» - وقد أكد له ولائه لأنه منتخب من «الإرادة الوطنية». وعندما التقي أماديو مع رويث ثوريا طلب منه حل البرلمان والدعوة إلى انتخابات جديدة، إلا أن الملك رفض ذلك لأنه لم يرى أي سبب دستوري أو برلماني للقيام بذلك، -فهو لم يفقد الأغلبية البرلمانية المؤيدة له، ولم يتم التصويت على اقتراع لحجب الثقة ضده- وهو تقييم أكدته مقابلته مع ساغستا الذي أكد له أنه وأتباعه مستمرين في دعم البرنامج الذي كانت الحكومة قد قدمته يوم 25 يوليو.

### حكومة مالكامبو

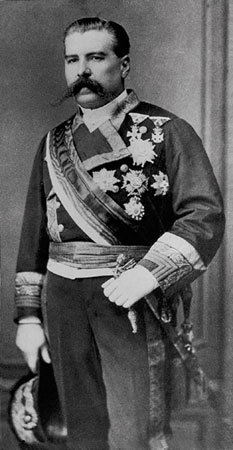
الاميرال خوسيه مالكامبو رئيس الوزراء في الفترة بين 5 أكتوبر و21 ديسمبر 1871.

عندما أصر رويث ثوريا على استقالته وبعد أن رفض الجنرال إسبارتيرو رئاسة الحكومة الجديدة بسبب تقدمه في السن، طلب الملك من ساغستا بتشكيل الحكومة ولكن ساغستا اقترح عليه كي لا يبدو أنه من معارضي ثوريا أن يقوم بتعيين تقدمي آخر من المجموعة، العقيد بحري خوسيه مالكامبو- البحار الذي رافق الأميرال توبيتي في ثورة 1868"، والذي أعطى الثورة هيبتها وسلطتها الثورية، ومن الصعب أن يصفه المتشددون بأنه "رجعي"- وخدمت حكومته بأنها جسر أدت بساغستا في نهاية الأمر باستلام رئاسة الحكومة في 21 ديسمبر 1871-، إلا أن حزب التقدم القوة السياسية الهامة التي دعمت نظام أماديو الملكي قد انقسم إلى قسمين: قطاع أكثر تحفظا مقارب من نهج الاتحاد الليبرالي ويرأسها ماتيو ساغستا، والأخرى وهي أكثر تقدما برئاسة مانويل رويث ثوريا وتطلق على نفسها "الديمقراطي التقدمي" أو الحزب الراديكالي ودمجوا معهم الملكيين الديمقراطيين أو "كمبريون".

#### حظر الرابطة الدولية للعمال في إسبانيا
كانت هناك فرصة للم الشمل عندما أظهرت حكومة مالكامبو حرصها على إظهار البلد الذي يحكمه نظام ملكي ديمقراطي ليس مرادفا للاضطراب ولا حتى «الفوضى المعتدلة»، فاقترحت الحكومة على البرلمان التصويت لصالح تجريم القسم الإسباني للرابطة الدولية للعمال (AIT) الذي تأسس في يونيو من العام الماضي في مؤتمر عقد في برشلونة، معتبرة أنه خارج الدستور. وكان السبب الكامن وراء ذلك هو التأثير الهائل الذي انتجته انتفاضة العمال في كومونة باريس بين مارس ومايو 1871. فانتشر الخوف من «الاشتراكية» بين الطبقات المالكة في جميع أنحاء أوروبا -في الواقع في عيد 2 مايو حاولت الرابطة الدولية بالاحتفال بعيد الزمالة بين القسمين الإسباني والفرنسي ولكن منعتها  الحكومة باستخدام الهراوات-.
دعم الحكومة في خطوتها في حظرها تلك الرابطة كلا من الإتحاديون اتباع سيرانو واتباع ساغستا من التقدميين، وهو الموقف الذي انضم إليهم النواب الكارليين أيضا لأنها اعتبروا الرابطة الدولية "أعداء للمجتمع". في حين عارض الجمهوريون ذلك لأنهم يرون ذلك أنه حق غير قابل للتصرف في تكوين الجمعيات ورأوا هذا الإجراء بأنه "ردة فعل". بدأت المشكلة داخل مجموعة رويث ثوريا لأنها اتفقت مع الجمهوريين في أن يسود الحق بتكوين الجمعيات، ولكن من ناحية أخرى لا يريدون أن تنظر إليهم الطبقة الوسطى والمحافظة وحتى الملك نفسه من المدافعين عن "الفوضى" التي تجسدها النقابة الدولية والتي تجلت في كومونة باريس. لم يعتمد رويث ثوريا الحل النهائي دعما حكومة مالكامبو فقط ولكن أيضا للجمهوريين، لذا اختار الامتناع عن التصويت وبالتالي فقدان الفرصة الأخيرة لتوحيد التقدميين. وبالتالي فإن الانتهاء بنجاح من محاولة لدمج في إسبانيا الملكية الدستورية التي تكفل الحرية والنظام ". وفي 10 نوفمبر 1871 أتت نتيجة التصويت في البرلمان بموافقة 192 نائبا -الإتحاديين وتقدميي ساغستا والكارليين لصالح حظر الرابطة الدولية للعمال AIT ومعارضة 38 نائبا -الجمهوريون الاتحاديين-.

Emblema del Consejo Federal de España de la AIT.

ومع ذلك فإن حظر الرابطة الدولية للعمال (AIT) لم ينفذ بسبب تدخل المدعي العام في المحكمة العليا الذي أصر على أن باعتراف دستور 1869 في حق تكوين الجمعيات قد أعطى الحماية لتلك الرابطة. وهكذا تمكن القسم الإسباني لتلك الرابطة من مواصلة أنشطته، واستطاع التمدد خارج كاتالونيا، خاصة بين العمال في الأندلس والعمال والحرفيين من فالنسيا ومرسية، واحتفل المؤتمر الثاني في سرقسطة أبريل 1872 الذي فرض أطروحات باكونين وثبته مؤتمر قرطبة الذي عقد في الفترة من 25 ديسمبر 1872 و 3 يناير 1873.

#### التصويت على طرح الثقة وتعليق البرلمان
قام أعوان رويث ثوريا المتشددين بعد ثلاثة أيام من هزيمتهم في التصويت على حظر الرابطة، أي يوم 13 نوفمبر على طلب طرح الثقة ضد حكومة مالكامبو بسبب أنه حكومته مختلسة من أموال الدولة. إلا أن السبب الرئيسي لهذا الطلب هو للوصول إلى الحكومة قبل ان يتمكن مالكامبو من إجراء انتخابات والحصول على اغلبية في البرلمان. ورأى الكارليين فرصتهم وقدموا اقتراحا بشأن الجمعيات الدينية على أمل أن ينضم الجمهوريين والراديكاليين إليهم، وبالتالي اسقاط الحكومة إذا اتفقت المجموعات الثلاث. وفي 17 نوفمبر أظهرت ردود الفعل ان لدى الحكومة الأقلية في البرلمان، وإن لا يوجد دعم إلا من مجموعة ساغستا التقدمية والاتحاد ويبلغ مجموعهم 127 نائبا مقابل 166 من الراديكاليين والكارليين والجمهوريون، وتمكنت الحكومة من الحصول على مرسوم ملكي بتعليق الكورتيس ولا يحتاج مالكامبو إلى الاستقالة. وأوضح الملك لوالده [ملك إيطاليا] أنه وقع المرسوم على الفضيحة التي أنتج اتحادا بين الراديكاليين مع أعداء الملكية [الكارليين والجمهوريين]. [...] وعندما تم رفع الجلسة، صاح الاتحادية: «عاشت الجمهورية '!». وأشاد بعض الراديكاليين بكفاءة قرار الملك، مع الاعتراف بأن كان انقلابا دستوريا.

#### انتخابات البلديات
واصل الراديكاليون مواجهتهم المباشرة مع للحكومة. ففي الانتخابات البلدية يوم 9 ديسمبر اتحدوا مع أعداء الملكية، ولكن هذه المرة مع الحزب الجمهوري الفيدرالي فقط. وكانت نتائج الانتخابات مثيرة للجدل حيث الإمتناع كان مرتفعا -مابين 40 و 50٪- فادعت جميع الأطراف بانتصارها. وقالت صحيفة يومية أن الحكومة قد تعرضت لهزيمة بسبب فوزها في 200 بلدية من مجموع 600 بلدية كبرى، أي أن المعارضة قد فازت ب 400 بلدية -250 راديكاليين و180 من الجمهوريين و 50 كارليين-. ولكن إذا عدت عواصم المحافظات فقط فإن النتيجة إيجابية للحكومة، مما جعل وزير الداخلية يسارع في تقديمه للملك، حيث أن مرشحي الحكومة فازوا في 25 من بينها برشلونة وإشبيلية وقادش وملقة - في حين أن معارضة الحكومة قد نالت 22 مقعدا- وكان حظ الراديكاليين هو 3 مقاعد فقط ومنها مدريد. في حين أن الجمهوريين نالوا 14، بمن فيها فالنسيا ولاكورونيا وغرناطة. والكارليون نالوا 5 مقاعد. فتجاهل الملك طلب رويث ثوريا بتسليم السلطة له بحجة هزيمة الحكومة في الانتخابات.

#### نهاية حكومة مالكامبو وبداية حكومة ساغستا
بعد انتهاء الانتخابات البلدية أمهل الملك الحكومة أسبوعا لإعادة فتح البرلمان، مدركا أنه عند حدوث ذلك فإن الحكومة ستضطر إلى الاستقالة. وتأكد للقادة السياسيين أن البديل هو منح مرسوم حل البرلمان وإجراء انتخابات مبكرة، وهذا يعني «أكبر عدد من الأصوات المؤيدة للملكية» [وهو الحصول على أكبر عدد من أصوات الأحزاب المؤيدة للملكية] مما يبطل مناورات الراديكاليين والجمهوريين وكارليين لدمج نوابهم للإطاحة بالحكومة. وبالنهاية رأى مالكامبو أنه بدءا من 17 نوفمبر لا معنى للاستمرار حكومته حيث أن توحيد حزب التقدم أصبح بعيد المنال، فاستقال في 19 ديسمبر كي لايضطر لإعادة فتح البرلمان. فتم تعيين براخدس ماتيو ساغستا ليحل محله، لأن استقالة رئيس الحكومة من دون سبب دستوري أو فقدان الأغلبية، يجب أن يحل محل محله رئيس الكورتيس. فشكل ساغستا حكومته بعدها بيومين.

## السنة الثانية من الحكم
إذا كانت هناك أزمات حكومية قد جرت في 1871، فإن استمرار تلك الأزمات وإلحاحها في سنة 1872 قادت إلى تدهور حزب التقدم في الحياة السياسية والبرلمانية. فتسبب ذلك في اختلال التوازن السياسي مما أدى إلى ضرر شديد على ملكية أماديو الأول".

### حكومة ساغستا: المحافظون الدستوريون في السلطة

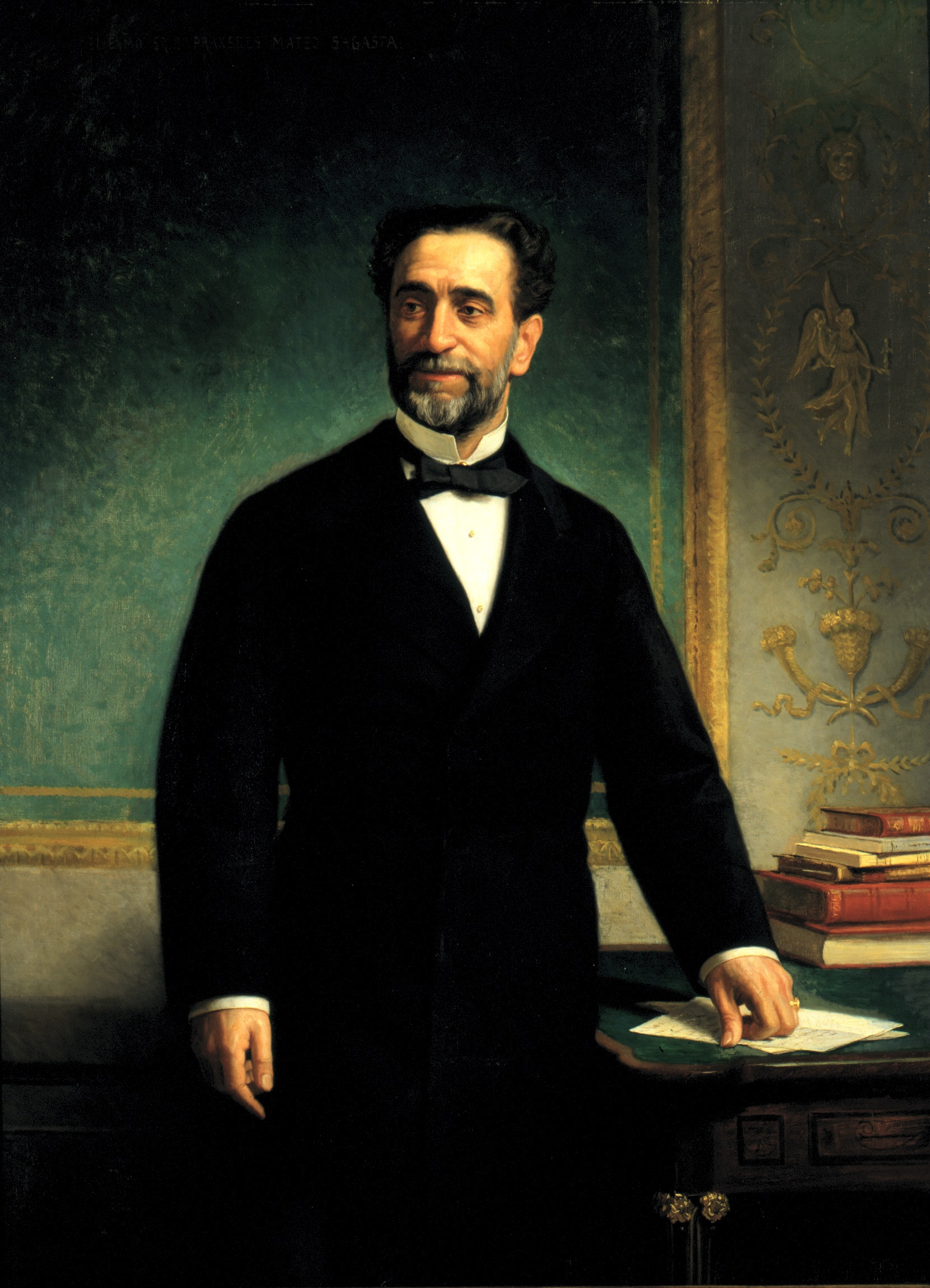
براخدس ماتيو ساغستا.

رفضت الأحزاب المشاركة في حكومة ساغستا عدا حزب الإتحاد بقيادة سيرانو الذي وافق على حقيبة واحدة فقط وهي البحرية ويرأسها الأميرال توبيتي. إلا أن الحكومة هزمت في التصويت على الثقة في البرلمان يوم 22 يناير 1872، ولكن بما أنه نال أصوات المؤيدة للملكية أكثر من المعارضة فقد أخرج الملك مرسوما بحل البرلمان واجراء انتخابات جديدة لضمان أغلبية كبيرة في جلس النواب ليتسنى له الحكم. واتهم الراديكاليون قرار الملك إلى وجود بطانة محيطة به في البلاط، وهي اشبه ماجرى أواخر حكم إيزابيل الثانية والتي منعتهم من استلام السلطة. ووفقا لذلك شكلت لجنة للتحقق فأكدت صحة المرسوم. فشن نواب المعارضة مع صحفهم التابعة لهم هجوما على الملكية وساوت الصحافة بين عهد أماديو وعهد إيزابيل الثانية، ووصفت حكومة ساغاستا بأنها "وزارة الرجعية.

#### ولادة الحزب الدستوري والائتلاف الوطني
للتحضير لانتخابات التي سوف تجري في أبريل 1872 قام ساغستا بتشكيل لجنة انتخابية مشتركة من التقدميين والاتحاديين فأصدروا بيانا موجزا لبرنامجهم الحكومي قدم في 22 يناير. فهم الاتحاديين ذلك على أنه خطوة أولى لتشكيل حزب واحد، إلا أن ساغستا قاومها لأنه كان يريد ادخال «طرف ثالث» بين الاتحاديين والراديكاليين لمن تكون له الجاذبية «الأفضل من كلا الجانبين»، ومن ثم احياء فكرة إعادة توحيد حزب التقدم. وتدخل الملك الذي كان لا يتكلم القشتالية بطلاقة فدعا إلى تشكيل حزب للمحافظين سيكون بالتناوب مع الحزب الراديكالي في السلطة عندما يقرر الناخبون ذلك. وبالتالي إغلق الباب أمام «الطرف الثالث»، أما ساغستا الذي استقال من منصبه في البداية بعد أن شعر بنفور الملك منه اضطر لقبول الاندماج تحت تهديد الملك بتسليم السلطة للحزب الراديكالي. وهكذا ولد الحزب الجديد في 21 فبراير 1872 وسمي الحزب الدستوري والهدف منه هو الدفاع عن الملكية والدستور وشعاره في انتخابات 2 أبريل:«الحرية - دستور 1869 - ملكية أماديو الأول - سلامة أراضيها».

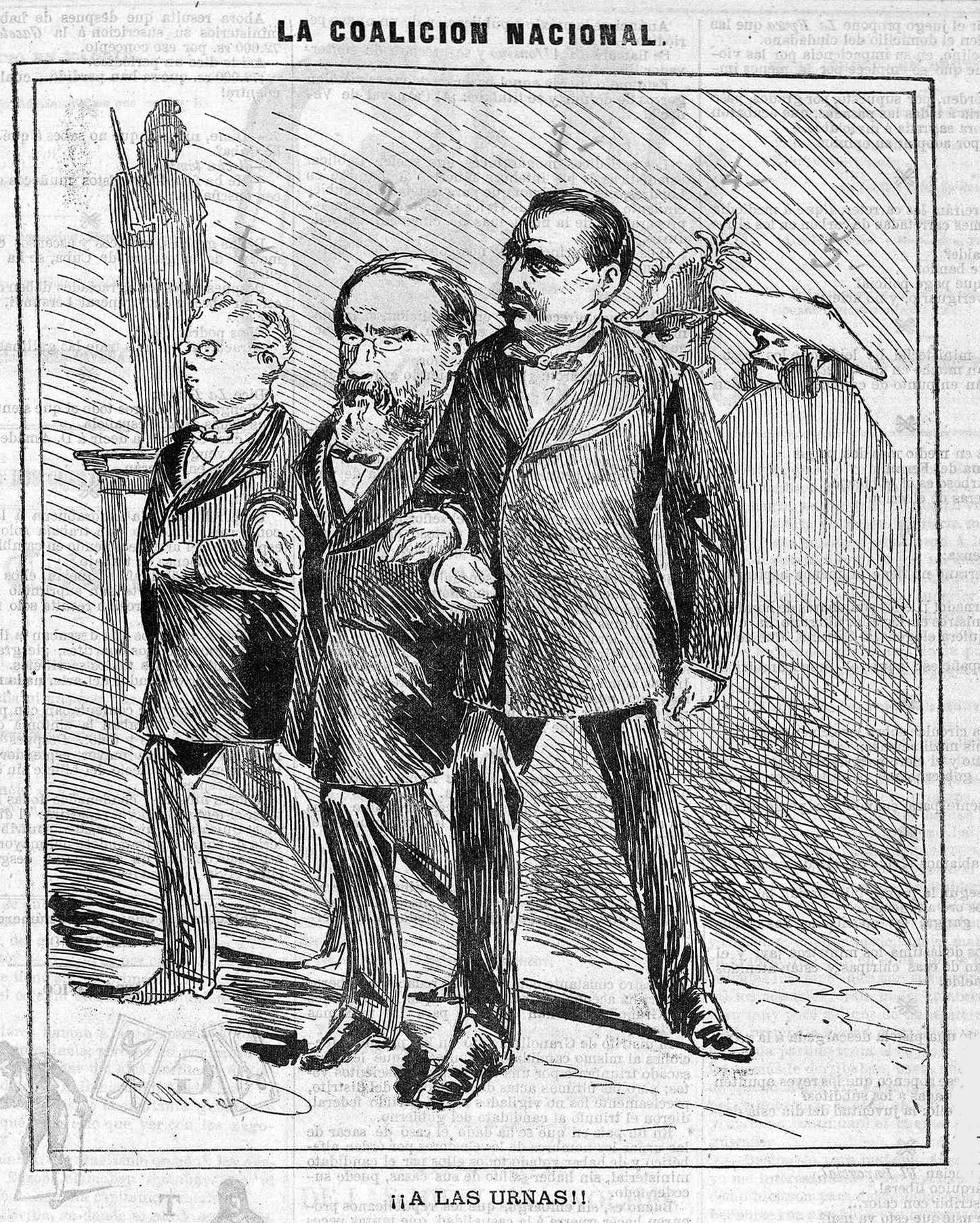
صورة للإئتلاف الوطني بتاريخ 10 مارس 1872 وتبرز في المقدمة مارتوس وبي مارغال ورويث ثوريا وفي الخلفية ألفونسويين والكارليين.

وفي الوقت نفسه بدأ الحزب الراديكالي في حرصه على الإطاحة بالحكومة بتمديد «الائتلاف الوطني» الذي شكله مع الجمهوريين بانتخابات البلدية في ديسمبر 1871 بإضافة طرف آخر مناهض للنظام وهو الكارليين بوجود هدف مشترك للأطراف الثلاثة:«التغلب على ماأثمرته الحكومة من فجور وأكاذيب» لأن «الحرية وشرف الوطن ... قبل كل شيء». ثم انضم إليهم لاحقا حزب الوسط. وخلال الحملة تم استخدام الخطاب الوطني بأن «إسبانيا حرة ومستقلة» في إشارة إلى الأصل الإيطالي للملك أو الحجة التي يستخدمها الجمهوري إيميليو كاستيلار لإقناع رفاق حزبه بدعم «الائتلاف الوطني» مؤكدا أنه شكله «الإسبان للدفاع عن الحكومة الإسبانية» وفي البرنامج الانتخابي للحزب الجمهوري في 29 مارس كان شعاره «إسبانيا للاسبان». تعهدت أحزاب «التحالف الوطني» لتقديم مرشح واحد فقط لكل منطقة -الحزب الذي حصل على نتائج أفضل في الانتخابات السابقة- وأن الصوت يكون لهم جميعا.

#### انتخابات أبريل 1872
جاءت نتائج الانتخابات العامة في ابريل 1872 [الإنجليزية] بفوز ساحق للدستوريين - حيث نالوا الأغلبية المطلقة فأصبح النواب الإتحاديين أكثر من التقدميين، والذين فضلوا قيادة الجنرال سيرانو على ساغستا - وذلك بفضل الحكومة التي بذلت «تأثيره المعنوي»، وبالرغم من أن الملك قد طلب من ساغتا غربلة الإنتخابات إلا أنه رد قائلا بأن الانتخابات «افرزت أنقى ما يمكن أن يكون في إسبانيا». وخسر الجمهوريون والكارليين الكثير من المقاعد، ولكن أكبر الخاسرين كان الحزب الراديكالي الذي حصل على 42 مقعدا فقط. وبذا تكون انتخابات أبريل 1872 قد مزقت حزب التقدم تمزقا قانونيا، بعد بروز الحزب الدستوري الجديد في التحالف الذي قاده ساغستا مع الاتحاد الليبرالي بزعامة سيرانو في حين قاد مانويل رويث ثوريا الحزب الراديكالي الذي تحالف مع الديمقراطيين أو الملكيين «كامبريون». ولكن الحدث الأكبر كان نتائج الكارليين الهزيلة في الإنتخابات مما أدى إلى اندلاع الحرب الكارلية الثالثة.

### التمرد الكارلي

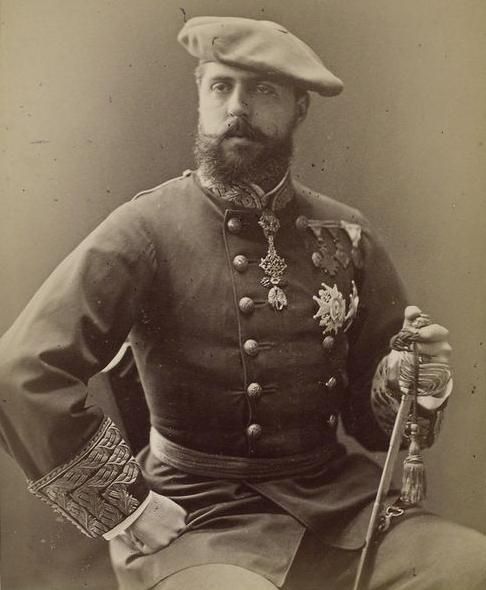
المطالب بالعرش الإسباني كارلوس السابع (دوق مدريد).

عانى الكارليون من نكسة انتخابات أبريل 1872 التي خفضت عدد نوابهم من 51 إلى 38 نائبا. والسبب هو أن أنصار «مسار التمرد» كانوا مفروضين فرضا على الكاثوليك الجدد والمدافعين عن الوسائل البرلمانية. وبذا بدأت مواقف الكارليين تتباين ولكنهم اتفقوا في الجملة الأخيرة من بيان 8 مارس:«الآن إلى صناديق الاقتراع، ثم إلى حيث يدعو الله لنا»، أي الحرب. وفي 14 أبريل أمر المطالب بالعرش كارلوس السابع من نوابه المنتخبين عدم الذهاب إلى البرلمان وبدأ بالتمرد المسلح الذي كان مخططا له منذ فترة طويلة في حال فشل إستراتيجية الصناديق. وأعلن الدون كارلوس السابع في بيان أسباب الانتفاضة ودعا جميع الأسبان للانضمام إليه.

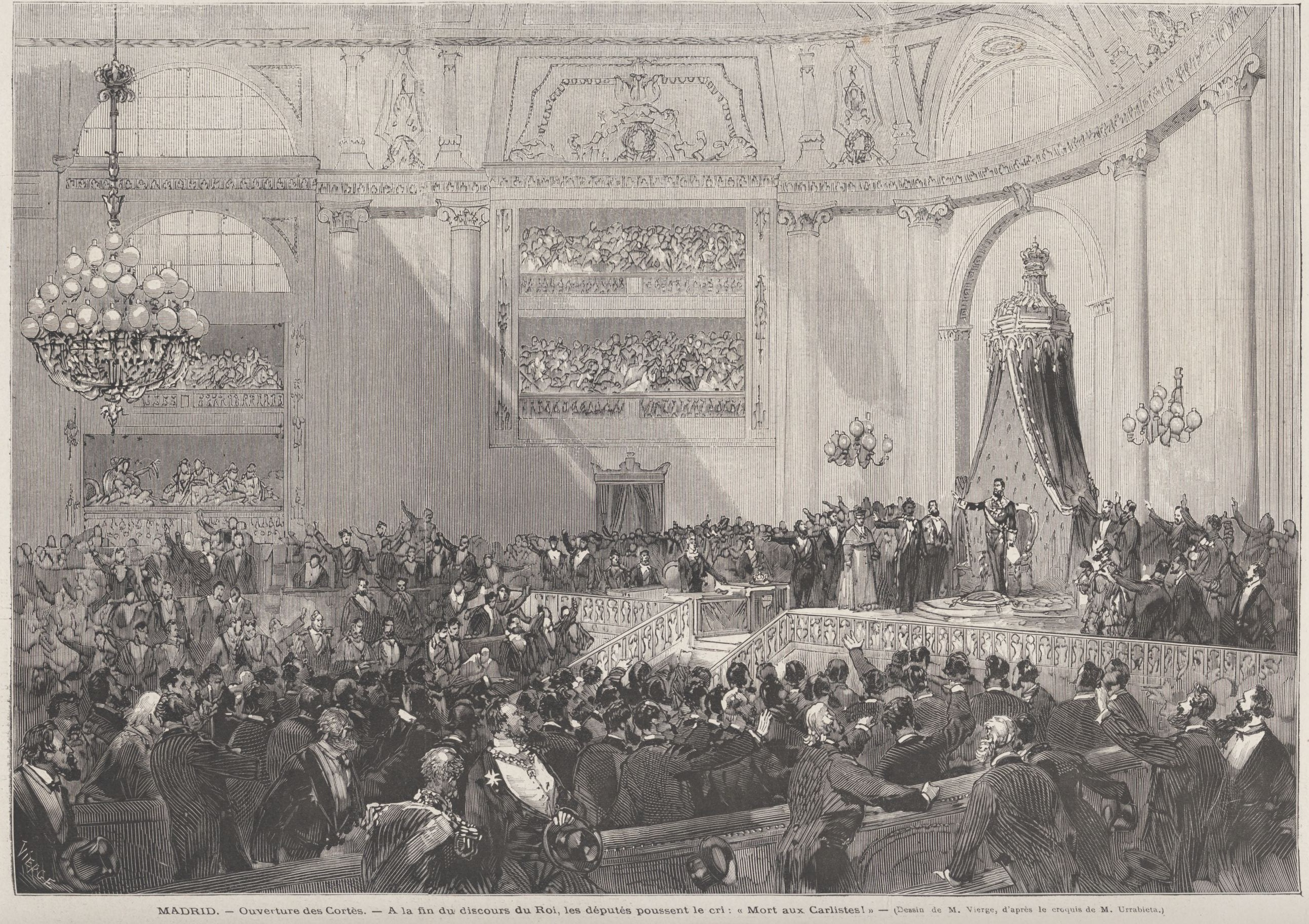
«افتتاح البرلمان في مدريد وبعد انتهاء الملك من خطابه صاح النواب:"الموت للكارليون"، مايو 1872».

وهكذا بدأت الحرب الكارلية الثالثة. ودخل كارلوس السابع إسبانيا خلال قرية بيرا. وبعدها بيومين تعرض لهزيمة، مما اضطر إلى الفرار مرة أخرى إلى فرنسا. وبسبب عدم وجود زعيم واضح للانتفاضة، فقد تلقى الجنرال سيرانو الذي قاد الجيش الشمالي إخطارا من الملك كلفه برئاسة الوزراء بعد استقالة ساغستا. وفي 24 مايو وقع اتفاقية اموريبيتا مع «نواب الحرب» في مجلس مقاطعة بسكاي أوقفت بموجبه النزاع الدائر عن طريق منح العفو لجميع المتمردين شرط إلقاء أسلحتهم، وتضمنت مادة منه إلى امكانية عودة قادة والضباط الذين انضموا إلى التمرد إلى وظائفهم. أثار هذا التنازل الكثير من الانتقادات داخل الجيش والمعارضة الراديكالية والجمهوريين لكونه سخيا جدا مع المتمردين ونسبت إلى الجنرال سيرانو الذي لم تكن لديه صلاحية العفو.
انهت تلك الإتفاقية الحرب في بلاد الباسك ونافارا لكنها الحزب الكارلي استمر نشطا في كاتالونيا -وقد وعدهم المطالب بالعرش في 16 يونيو بإعادة الامتيازات لبرشلونة والتي ألغاها فيليب الخامس فيما يعرف مراسيم نويفا بلانتا في 1714-. وفي ديسمبر 1872 ظهرت انتفاضة جديدة في الباسك ونافارا. وقد استمرت الحرب وتجاوزت عهد أماديو الأول حتى انتهت سنة 1876.

### نهاية الحكومة المحافظة
لم تدم  حكومة ساغستا طويلا لأنه بعد شهر من الانتخابات تفجرت فضيحة انهت حكومته. ففي يوم 11 مايو سأل الحكومة نائب جمهوري عن مصير مليوني ريال تم تحويلها بأمر الحكومة من وزارة ماوراء البحار إلى وزارة الداخلية، وكان متوقعا استخدامها في عمليات الفساد التي جرت في الانتخابات -أحد الأساليب المستخدمة هو مايسمى «لازاروس»، وهو إضافة أسماء المتوفين إلى قائمة الناخبين المنتظمين للحكومة-. وقيل أيضا أن المال كان معدا لتجنب فضيحة مغامرات الملك أماديو العاطفية أو ربما تكون زوجة الجنرال سيرانو مع أحد مساعديها. إلا أن المؤكد أن الأموال قد نفقت على الفساد الانتخابي. ولم تتمكن حكومة ساغستا من اعطاء تفسيرا مرضيا عن مصير ذلك المال. حيث ادعت أنه استخدم استخداما طبيعيا لدفع الأموال لمنع المؤامرات. ولكن ظهر جليا أن الأوراق والإثباتات لتبرير ذلك كانت ملفقة وأنها دفعت الأموال بدون تفويض، وكذلك عدم تطابق في الأوراق. فتم حصار الحكومة مما حدا برئيس الوزراء أن يطلب التصويت على الثقة من الأغلبية، ولكن تم رفض ذلك حيث لم يهتم الإتحاديون كثيرا بمصير الأموال على أنها قانونية أو غير ذلك ولا بصورة الحزب المحافظ والحكومة التي بالتو بدأت عملها. فقدم ساغاستا استقالته إلى الملك في 22 مايو.

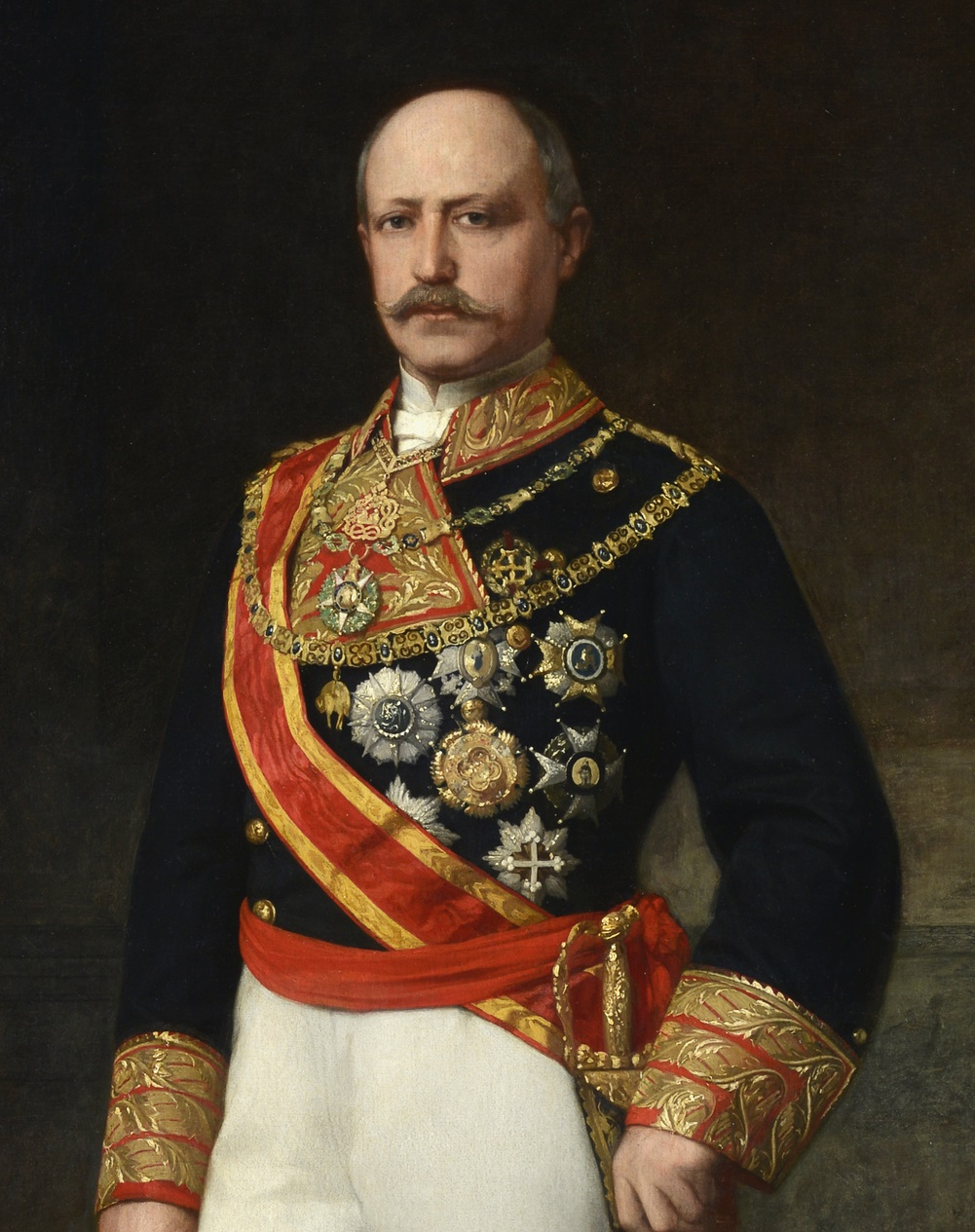
الجنرال سيرانو.

وبعدها بأربعة أيام عين أماديو الجنرال سيرانو رئيسا جديدا للوزراء الذي كان في ذلك الوقت قائدا للجيش الشمالي الذي يقاتل الكارليين، لأن حزبه لديه الأغلبية البرلمانية. وفي الوقت نفسه كان توقيع الجنرال على اتفاقية مع المعارضة الكارلية قد وضع حكومته على المحك، لأنه جميع الوزراء قد عارضوا على ذلك وخصوصا الفقرة الرابعة التي أعادت دمج ضباط المتمردين في الجيش، لأنه «محبط لكرامة جيشنا [وقد احتجت قيادات بارزة للجيش إلى وزير الحربية] ويجب على الحكومة معاقبتهم»، إلا أن دعم الملك لسيرانو قد أنهى الأزمة وتم التصديق على اتفاق اموريبيتا ليس فقط من الحكومة ولكن وافق البرلمان أيضا عليها، حيث صوت الجمهوريين فقط ضدها وامتنع الراديكاليين. وفي 4 يونيو أدى سيرانو اليمين الدستوري واستلم الرئاسة الجديدة للوزراء. وبالرغم من مرور تلك العملية البرلمانية، إلا أن الحزب الراديكالي والحزب الجمهوري شككا في شرعية حكومة سيرانو، وأحد الأسباب هو أنه ادرج مبدأ ألفونسية -أتباع ألفونسو ابن الملكة إيزابيلا- وانتشار لغة ماقبل الثورة التي اضحت فريسة التطرف وظهور شعارات مثل «الثورة ميتة! عاشت الثورة»، وانتقادات ليس فقط ضد حكومة سيرانو المحافظة ولكن ضد الملك -في مقال لإحدى الصحف يوم 10 يونيو ألمح ضمنيا للملكة في إحدى المقالات-.
وفي يوم 6 يونيو أي بعد يومين فقط من أداء سيرانو اليمين الدستورية، دعا الراديكاليون الميليشيا الوطنية للإحتجاج في بلازا مايور مدريد ضد الحكومة مما حدا به ان يأمر الجنود والحرس المدني لقمعها وطلب من الملك في يوم 11 يونيو أن ينزل مرسوما بتعليق الضمانات الدستورية التي أقرها البرلمان للتصدي لتمرد الجمهوريون الوشيك، إلا أن أماديو الأول رفض التوقيع على المرسوم فاستقال الجنرال سيرانو. فانفضت جموع المتظاهرين التي تجمعت في دي بلازا مايور بعد وصولهم خبر استقالة الحكومة.
عندما علم الدستوريون أن الملك قد عين مانويل رويث ثوريا رئيسا جديدا لمجلس الوزراء قرروا تعليق جلسات البرلمان بدءا من 14 يونيو فتجمع نوابهم وأعضاء مجلس الشيوخ في الاجتماع الذي وصف التعيين الذي جرى «بالانقلاب غير المسبوق والوقح» واتفقوا على طلب الملك بعدم الموافقة على شرط رويث ثوريا لقبول منصب رئيس الحكومة أن يحل البرلمان والدعوة إلى انتخابات جديدة لأنه بالإضافة إلى عدم دستوريته فأنه لم تمر فترة الأشهر الأربعة منذ الانتخابات السابقة وذلك قد يؤدي إلى تفاقم عدم استقرار النظام في تلك السنة، فقد جرت ثلاثة انتخابات عامة، واثنين للبلديات وحل المجلس مرتين وعلق دورتين عدا العديد من الأزمات الحكومية الجانبية. ولكن بالمقابل تعهدوا بدعمهم للحكومة الجديدة.

### حكومة رويث ثوريا الثانية وفشل الراديكاليين
بعد استقالة سيرانو كلف الملك الجنرال فرناندو فرنانديز بتشكيل الحكومة إلى حين عودة رويث ثوريا،  فتوقف انتقاد الملك في الصحافة الراديكالية. فعند وصوله العاصمة استقبله عدة آلاف من مؤيديه. وقد اشترط رويث ثوريا على الملك لقبوله رئاسة الحكومة أن يحل البرلمان والدعوة إلى انتخابات جديدة، مع العلم أنه كان عملا غير دستوري لأنهم لم تنقضي فترة أربعة أشهر منذ الانتخابات الماضية، ولكن أماديو قبل الابتزاز مع علمه بمخالفته للدستور.

#### محاولة الإعتداء على الملك

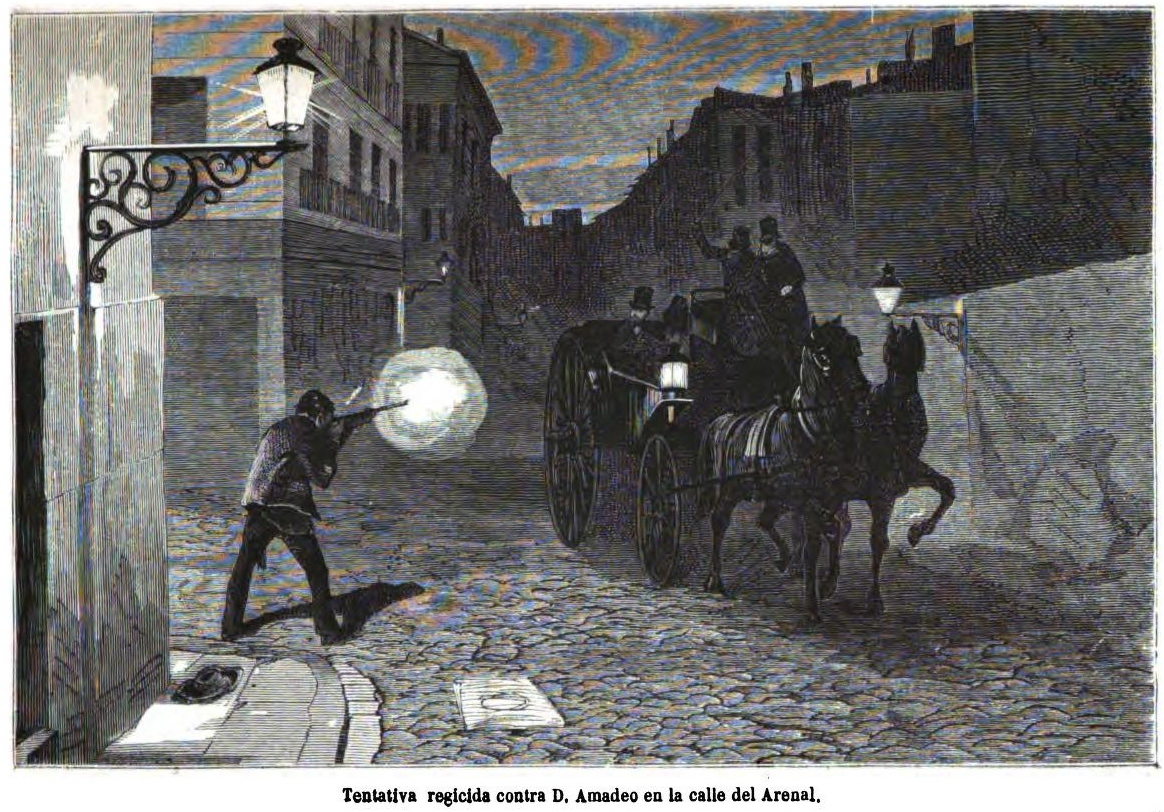
محاولة اغتيال الملك في شارع أرينال

كان الشعور بعزلة الملك الذي حظى بتأييد راديكاليي رويث ثوريا قد تفاقم بسبب الهجوم الذي تعرض له في شارع أرينال في مدريد يوم 18 يوليو مع زوجته، بالرغم من أنهم تمكنوا من إنقاذ حياته إلا أن ذلك قد أثر فيه بقوة. فقد اكتشف أحد أصدقاء توبيتي بالصدفة أن هناك محاولة اغتيال للملك أماديو يوم 18 يوليو، فأبلغ ذلك الوزير مارتوس والذي بدوره أبلغ الملك وحاكم مدريد المدني. وكان العاهل قد رفض تغيير مسار رحلته على الرغم من تحذير زوجته الملكة فيكتوريا، لذلك وضع الحاكم المدني العملاء على طول الطريق منتظرين القاتل لوقفه والقبض عليه. فقد كان الجناة من الجمهوريون الفدراليون. لكن يبقى الشعور الشعبي العام ليس في صالح الملك، حيث تعرض في إحدى جولاته لشتائم ورمى بعض الناس عليه بالطين، وتم القبض على شخص دخل باحة القصر مسلحا، وكذلك ألقيت حجارة في مظاهرة جماهيرية بالقرب من القصر الملكي. فلم يكن من اللطف للعائلة الملكية البقاء في إسبانيا.

#### انتخابات أغسطس 1872 ونتائجها
قدم الراديكاليين في انتخابات أغسطس 1872 برنامجا طموحا للاصلاحات التي شملت هيئة المحلفين وإلغاء التجنيد والترخيص البحري والفصل بين الكنيسة والدولة وتطوير التعليم الحكومي وتعزيز الميليشيا الوطنية وغيرها. مع تصميمهم في تنفيذ برنامجهم لتحقيق الوعود التي قطعوها إلى الطبقات الشعبية في ثورة 1868 لتنفيذ «للدولة الرابعة».
فتحت الدعوة لإجراء انتخابات نقاشا صعبا داخل الحزب الدستوري بين الذين يؤيدون المشاركة فيها -مع أنهم كانوا يعرفون أن التأثير الحكومي سيضمن هزيمتهم- وبين أنصار الانسحاب بدعوى عدم دستوريتها، لذلك أطلقوا على أماديو لقب «الملك الأسير» للراديكاليين. وفي النهاية قرر الحزب المشاركة في إجتماعهم يوم 5 يوليو، لأن عدم وجودهم في البرلمان سيسهل الأمر على الراديكاليين الجمهوريين إعلان الجمهورية إذا انضم إليهم الفيدراليين. ولكن كان حضورهم في الإنتخابات ضعيفا بعد التأكد من هزيمتهم. وبالنهاية جرت الانتخابات في 24 أغسطس 1872، وبفضل «التأثير المعنوي للحكومة» فقد فاز مرشحي الحزب الراديكالي ب 274 مقعدا، أما الجمهوريون فقد نالوا 77 مقعدا، ونال الدستوريين 14 مقعدا وحزب الوسط اتباع ألفونسو نال 9، على الرغم من أن أكثر من نصف الناخبين لم يصوتوا بسبب «انسحاب» الحزب الدستوري وامتناع الكارليون وجزء من الجمهوريين (بحجة أن الانتخابات مزورة ومؤكد فوز الحكومة الحالية) وعدم اهتمام عموم الناخبين (نظرا لعدم وجود ثقافة سياسية بين السكان الأميين).
أثرت نتائج [الانتخابات] على مصداقية ثورة 1868 عند الفئات المتوسطة والمحافظة بحيث اضحت سلبية جدا عندما تحول النظام بحدة إلى اليسار بعد سلسلة من المخالفات التي ارتكبتها الحكومة وأقرها أماديو الأول، حيث بدأوا بإلغاء الحزب الدستوري حيث كان هو البديل للسلالة عن الراديكالية والمتحدثين أو المدافعين عن مصالحهم". ومن ثم اعتبر أماديو الأول ملكا للحزب والراديكالية، وبدأوا جديا في خيار عودة البوربون في شخصية الأمير ألفونسو "الخال من أخطاء [أمه] إيزابيل الثانية".
كان البديل الأمير ألفونسو قد اكتسب زخما جديدا منذ أبريل 1872، وبناء على طلب الوصية السابق ماريا كريستينا دي بوربون التي اعترفت به وريثا للسلالة "المشروعة" في رسالة لها وقدمت إلى العامة يوم 20 يونيو بأنه الملك الذي لن يعود إلى القوانين والمؤسسات "التي انتهت صلاحيتها". والذي جمع مابين أزمات الماضي والثورات التي خلقت مستقبل مثمر ومفيد". وأيضا فإن المعتدلين الفونسويون الأكثر ليبرالية والذين اعتقدوا أن العودة إلى دستور 1845 لم يعد ممكنا قد فتحوا طريقا مع الإتحاديين القدماء عن طريق أنطونيو كانوباس ديل كاستيو الذي كان خارج البرلمان بسبب ضغط الحكومة لأنه كما قال: أن الملك فشل في جعل النظام متوافق مع الحرية.

#### مشروع إلغاء الرق في بورتوريكو
في 15 سبتمبر 1872 قدمت حكومة رويث ثوريا إلى البرلمان برامجها الإصلاحية التي اعلنتها، ولكنها لم تتمكن إلا من تمرير قانون الإجراءات الجنائية فقط بالرغم من امتلاكها الغالبية في الكورتيس.
وكان أحد أهم الإصلاحات التي أدخلتها الحكومة الجديدة هو إلغاء الرق في مستعمرات جزر الأنتيل الذي خلق توترات بداخلها لأن هناك من طالب بالحفاظ على ميثاق البرلمان التأسيسي لسنة 1869 بعدم إدخال أي إصلاحات في كوبا حتى انهاء التمرد وقانون موريه بالإلغاء التدريجي للعبودية في بورتوريكو. وقد اقترحت الحكومة الإلغاء الفوري للعبودية في بورتوريكو ويرافقها تنفيذ نظام المقاطعات للجزيرة والفصل بين الجيش والسلطة السياسية الذي قدم للمرة الأولى في 24 ديسمبر 1872 . وأيد الجمهوريين في مجلس النواب هذا المشروع وكذلك الجمعية الإسبانية لإلغاء الرق بالخارج. إلا أن ضغوط التجار ورجال الأعمال الذين لهم مصالح في مزارع قصب السكر في جزر الأنتيل وتجارة الرقيق تمكنوا من منع الحكومة توسيع مقترحها في الإلغاء الفوري لكوبا. من ناحية أخرى، فقد عرض المطالب بالعرش الكارلي كارلوس السابع بإرسال رجاله الذين قاتلوا معه في كاتالونيا ونافارا إلى كوبا للدفاع عن «أمن الوطن».
ورأى المحافظون أن هذه التغييرات سوف تهدد المصالح الأسبانية في بورتوريكو، لأن بالإفراج الفوري عن 30 ألفا من عبيد المزارع -حتى وإن عوضت الحكومة ملاك الأراضي وأن العبيد سيكونون أحرارا بعد عدة سنوات- من شأنه زعزعة الاستقرار في الجزيرة، ويسمح نظام المقاطعات من جعل البلديات أن تنظم قوتها المسلحة ومعارضة سياسة الحكومة كما هو حاصل في المدن. وبالنهاية فإن فصل القيادة العسكرية والمدنية هو اضعاف لسلطة الدولة في قمع الانفصاليين. ولذا فإن تلك التدابير سيكون لها تأثيرا سلبيا على كوبا حيث ستشجع المتمردين. «من ناحية أخرى طالب الراديكاليون من الحكومة أن تظهر النوايا الحسنة بحيث يرى الإنفصاليين أنه يمكنهم ان ينالوا بالسلم على التحسينات التي وعدت بها ثورتهم».
وبسبب ضعف قوة الحزب الدستوري في البرلمان الذي لديه فقط 14 نائبا، فقد تولت مراكز إسبان الخارج معارضة الإصلاحات في بورتوريكو التي أنشئت أواخر 1871 وهي جماعات ضغط كانت تعارض الإلغاء الفوري للعبودية في كوبا وبورتوريكو أو أي تغييرات من شأنها الإضرار بمصالح أعضائها. كان شعارهم «كوبا الإسبانية» وضغطوا على أماديو بعدم التوقيع على مراسيم إصلاح النظام الإستعماري التي قدمتها الحكومة. وفي أواخر 1872 دخل الحزب الدستوري مع جماعات الضغط متمثلا بسيرانو الذي عاد إلى الحياة السياسية لهذا السبب، وكذلك دخل معه الاتحاد الليبرالي وحزب الوسط. وبتاريخ 24 ديسمبر عندما قدمت الحكومة مقترحها بإلغاء العبودية في بورتوريكو، شكلت مراكز إسبان الخارج عصبة وطنية وقدمت بيانا للأمة تدعو فيه إلى وقف الإصلاحات.

#### شلل الإصلاحات وانقسام الراديكاليين
كما حدث مع الحكومات السابقة لم تتمكن حكومة رويث ثوريا من الوفاء بوعدها بإلغاء التجنيد بسبب الحرب الكارلية وحرب كوبا، وعندما أعلن باستدعاءات جديدة اندلعت أعمال شغب في عدة مدن وشجع الجمهوريون الاتحادية «المتعنتين» بالاستمرار في الدفاع عن مسار التمرد. ووقعت أخطر حالات الإنتفاضة يوم 11 أكتوبر 1872 في فيرول إلا أنها فشلت لأنها لم تجد دعما في المدينة وأيضا وعلى عكس ما كان يتوقعه المتمردون لم تنل أي دعم من خارجها. وبالإضافة إلى أدانة الحزب الجمهوري الاتحادي الذي هيمن عليها «الخيرين» التمرد لأنه كما قال فرانسيسكو بي في البرلمان يوم 15 أكتوبر: أنه جريمة حقيقية عندما تكون حرياتنا الفردية مضمونة بالكامل. وقد أدت هذه الإدانة إلى تفاقم التوترات التي عانى منها الحزب بين الذين يؤيدون «الطريق القانوني» باسم فرانسيسكو بي، ودعاة «التمرد» لدرجة أنه لم يكن هناك سوى أربعة أشهر لإعلان الجمهورية مما منع لاحقا وقوع انتفاضة جديدة.
وقد ادى اندلاع الحرب الكارلية الثالثة في ديسمبر 1872 إلى تأجيل إلغاء التجنيد مرة أخرى وقد رفض الجمهوريين ذلك وتمكنوا من تشكيل بعض وحداتهم في الأندلس، وإن كانوا أقل خطورة من الكارليون.
وبالنظر إلى الوضع الصعب الذي يمر به رويث ثوريا فقد حاولت حكومته استعادة العلاقات مع الحزب الدستوري مقترحين بأن ساغستا لايجب أن يحاكم في مجلس الشيوخ ولكن من خلال المحاكم العادية في فضيحة المليوني ريال التي جعلت حكومته تخسر النصاب، إلا أن مقترحه قد رفضه نواب الديمقراطي وبعض وزرائه. شجع هذا الانقسام في الحزب الذي دعم الحكومة الجمهوريين في مواصلة استراتيجيتهم بجذب الكمبريون الديمقراطيين القدماء إليهم للحصول على أغلبية برلمانية لانهاء النظام الملكي وأعلان الجمهورية.

## تنازل أماديو عن الحكم واعلان الجمهورية

### صراع الراديكاليين مع الملك

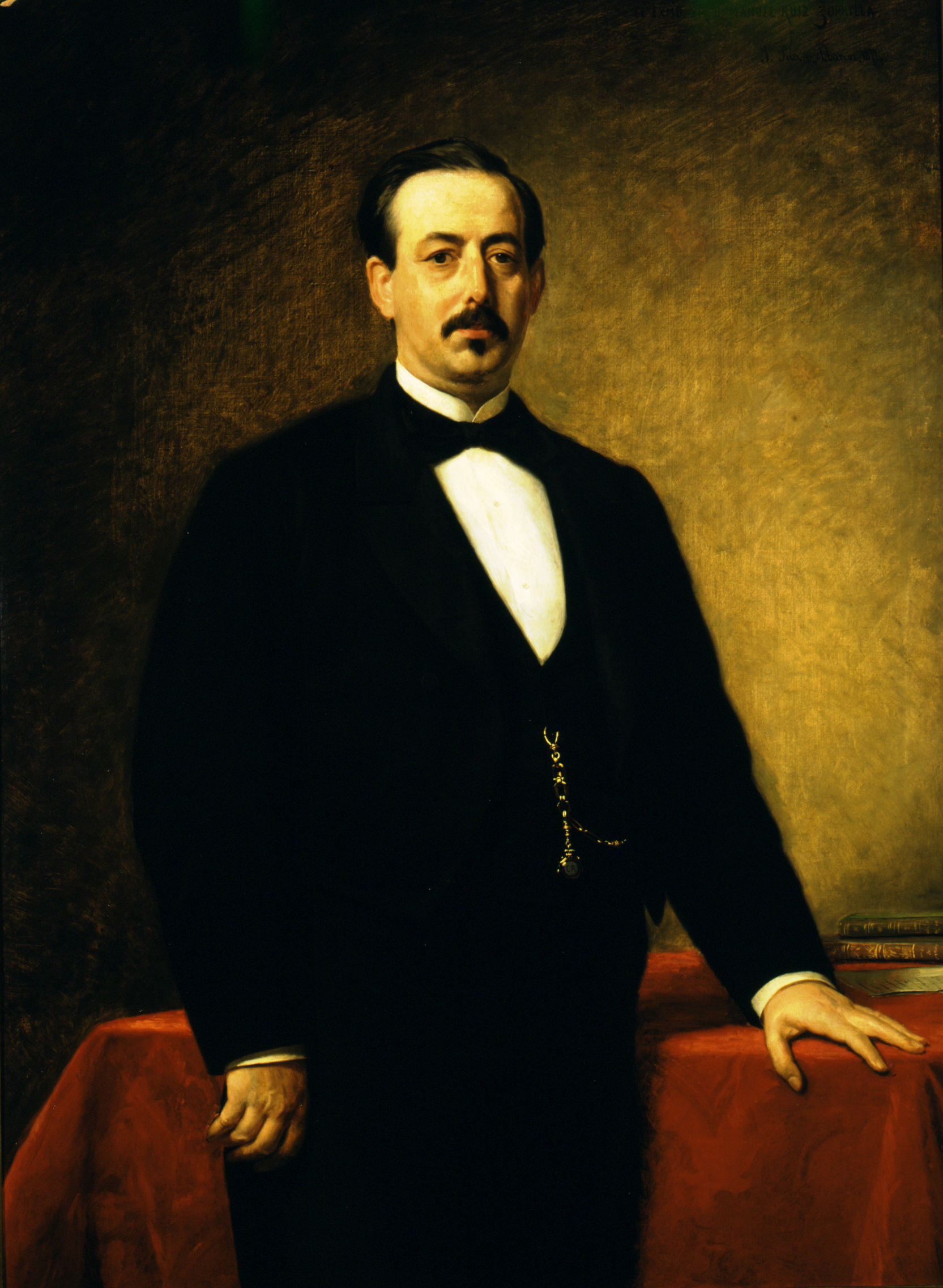
مانويل رويث ثوريا.

استغل المتشددون الراديكاليون في 29 يناير 1873 ذريعة ازدراء الملك المزعوم للكورتبس - أجّل الملك معمودية وريث عرشه يوم واحد بسبب ان ولادته كانت صعبة، وقد تجهزت الحكومة ورؤساء غرفتي البرلمان العباءات لتلك المناسبة وانتظروا في بهو مدخل القصر - إلى جانب ظهور شائعات تقول أن الملك يسعى إلى إقالة الحكومة ويستبدل بهم الحزب الدستوري وكان معلوما أن الملك قابل الجنرال سيرانو عند زيارته القصر لحضور تعميد الأمير، ولكنه رفض الدعوة بعد تشاوره مع أعضاء الحزب بدعوى اسباب صحية إلا انه لا يعني أنه خفف من معارضته للحكومة الراديكالية. وكان البرلمان الذي أعلن أنه في حالة انعقاد دائم للوصول السريع لتشكيل الحكومة. ومع ذلك لم يكن مهتما بولادة الطفل بأي نوع من الاحتفالات أو الخطابات. وقد عبر الملك لرويث ثوريا عن امتعاضه من موقف الكورتيس وأنه ليس على استعداد أن يعاني من أي إملاءات من أحد" وأنه "مستعدا للمضي قدما كما توصي الظروف". وقد ارسل أماديو إلى والده كاتبا في أوائل فبراير انه يفكر جديا بالتخلي عن الحكم والسبب:
ثم ظهر بوادر نزاع آخر من شأنه أنه انهى الحكومة، حيث واجه الملك الحكومة والبرلمان معا. وكان في شهر يناير 1873 عندما تحدى ضباط المدفعية الحكومة مهددين بالاستقالة إذا استمرت في تعيينها الجنرال هيدالغو قائدا عاما للباسك ونافارا، الذي اتهم بتعاونه في مجزرة انتفاضة ثكنة سان خيل في يونيو 1866. وكان رد الحكومة وبدعم من البرلمان هو التأكيد على سيادة السلطة المدنية على الجيش بالحفاظ على التعيين والبدء في إعادة تنظيم القوة العسكرية، ولكن استمر الضباط في وعيدهم واستقالوا جميعا.
وقد التقى وفد ضباط المدفعية مع الملك في 6 فبراير طالبين تدخله في نزاعهم مع الحكومة وعرضوا عليه أن يدعم انقلابا لهم بحيث يحل البرلمان وتعلق بعض الضمانات الدستورية حتى إجراء انتخابات جديدة لاختيار أعضاء جدد للبرلمان للموافقة على المزيد من الصلاحيات للتاج. إلا أن الملك رفض مقترح الانقلاب لكنه وعد بأنه سيعارض إعادة تنظيم سلاح المدفعية الذي أعدته الحكومة. وعندما علم الملك في ذات اليوم من الصحافة أن الحكومة تخطط لتعيين الجنرال هيدالغو قائد عام جديد لكاتالونيا دعا رويث ثوريا مستفسرا عن الخبر، ولكن ثوريا أكد له أن ما قالته الصحافة غير صحيح. ولكن في اليوم التالي تم تأكيد التعيين، فتبين للملك أن «ثوريا قد كذب عليه». فحاول أن يجعل الحكومة تتراجع عن قرارها، ودعا رويث ثوريا يوم 7 فبراير في الصباح ومرة أخرى مابعد الظهر عندما علم أنه سيتم التعامل في مسألة إعادة تنظيم سلاح المدفعية في مجلس النواب، فنصحه بعدم تضييع الوقت ورفض استقالات ضباط سلاح المدفعية مما يبرر في إطالة أمد الحرب الكارلية. ووفقا للملك، فإن ثوريا قد وافق على طلب الملك، ولكن في ذات اليوم وافق البرلمان على قبول استقالة ضباط المدفعية وحل محلهم الرقباء وإعاد تنظيم سلاح المدفعية. في اليوم التالي أي في 8 فبراير، صادق مجلس الشيوخ تصويت البرلمان، على الرغم من تحذيرات النواب المعتدلين للحكومة بأن التدابير المتخذة هي هجوم على امتيازات الملك. شعر الملك بالخداع مرة أخرى إلى جانب اجبار الضباط على تسليم أسلحتهم إلى الرقباء في مدريد صباح يوم 8 فبراير مع أن الملك لم يكن قد وقع على المرسوم بعد. «من الواضح أن الدور الذي منحه الراديكالييون لملك الملكية الدستورية هي عقوبة لقصة غير مقصودة قدمتها الحكومة ولكنها أيضا هي حالة احتقار لشخص هو على رأس هرم الدولة».
وكان البديل الوحيد لأماديو هو تعيين حكومة من الحزب الدستوري وحل البرلمان، ولكن «لايمكن حل المجلس إلا باستخدام القوة» كما قال في رسالته إلى والده وقال أيضا أن ذلك قد يؤدي إلى حرب أهلية، وأن يمكنه الاعتماد على كبار الجنرالات المحافظين مثل توبيتي وسيرانو ومالكامبو، لكن جنود حامية العاصمة هم من عسكريين حلفاء للحزب الراديكالي. وفي الواقع فقد زار الأميرال توبيتي القصر الملكي يوم الجمعة 7 فبراير وقابل الملك عارضا عليه تقديم دعم حزبه «الحزب الدستوري»، وأيضا جنرالات الإتحاديين الأكثر هيبة ونفوذ في الجيش. ولكن في اليوم التالي 8 فبراير عندما عاد توبيتي إلى القصر أبلغه الملك بأنه لا يريد إراقة الدماء لأجله وأنه سيوقع على مرسوم إعادة هيكلة سلاح المدفعية.
اجتمع رويث ثوريا مع حكومته ثلاث مرات لدراسة اقتراح الملك لتشكيل حكومة المصالحة مع حزب سيرانو الدستوري وساغستا، مع العلم أن استمرارية أماديو الأول في الحكم هي على المحك. إلا أن الإقتراح قد تم رفضه وكان هذا يوم الأحد 9 فبراير. ووافق الحزب الدستوري في تقديم نفسه مرة أخرى للملك مهما كان المطلوب، وإرسلت برقية إلى الجنرال سيرانو في خاين للعودة فورا إلى مدريد. فجاء سيرانو إلى العاصمة في اليوم التالي الاثنين 10 فبراير وأبلغ الملك انه مستعد لتشكيل حكومة والدفاع عن الملكية، ولكن في ذلك اليوم ظهر في أكبر الصحف في عدد خاص أن هناك أخبار ذكرت أن أماديو قد تخلى عن العرش.

### التنازل
اضطر الملك إلى التوقيع على مرسوم إعادة تشكيل سلاح المدفعية، والتي نشرت في يوم 9 فبراير، وفي اليوم التالي أي الاثنين 10 فبراير 1873 أرسل الملك خطاب الاستقالة من التاج إلى البرلمان. معتذرا لهم من عدم تمكنه من الإستمرار في الحكم ومتمنيا لهم بالرخاء. وكان الأميرال توبيتي أحد ثوار 1868 القلائل الذين رفضوا تنحي الملك، وهو الذي كان قد دافع عن ترشيح مونتبينسير لكنه أصبح مخلصا لأماديو بعد أن انتخبه البرلمان - «كان توبيتي رجل صادقا لاعيب فيه بحيث أنه لم يهاجمه أيا من الجمهوريين» كما يقول المؤرخ خورخي فيلشز-.
واعتبر خورخي فيلشز أن المسؤول الأول في سقوط نظام أماديو الأول الملكي كان رويث ثوريا وحزبه الراديكالي لأنهم «شوهوا شخصية التاج في النظام الملكي الدستوري الذي شيدوه وحولوه إلى مجرد سلطة جزائية بسيطة. كما أنهم منعوا تشكيل أحزاب موالية للأسرة الحاكمة سواءا مع الحكومة أو في المعارضة. وأنهم ساعدوا أعداء النظام في تحالفاتهم الانتخابية والبرلمانية وشككوا في شرعية الحكومة المحافظة وشوهوا المؤسسات الدستورية، وحولوا قرارات الحالات البرنامجية المجردة إلى اشتباكات لتغيير النظام». وأيضا فإن ساغستا وسيرانو واتباعهم لديهم نصيبهم من المسؤولية، لأن الأول «كان مقصرا عند تشكيل حزب المحافظين»، أما الثاني فقد عد هو وأتباعه «فشل التجربة الأمادية وأنها غير ناجحة، ولم يدعم الملك عندما دعاهم إلى القصر، ضاربين بعرض الحائط لأنهم اعتقدوا أن دعمه هو دعم لحكومة رويث ثوريا». وبالنهاية «فإن تناقض قادة الثورة وانعدام أي دعم أو حل سلمي قانوني أدت إلى استقالة الملك أماديو».

### اعلان الجمهورية

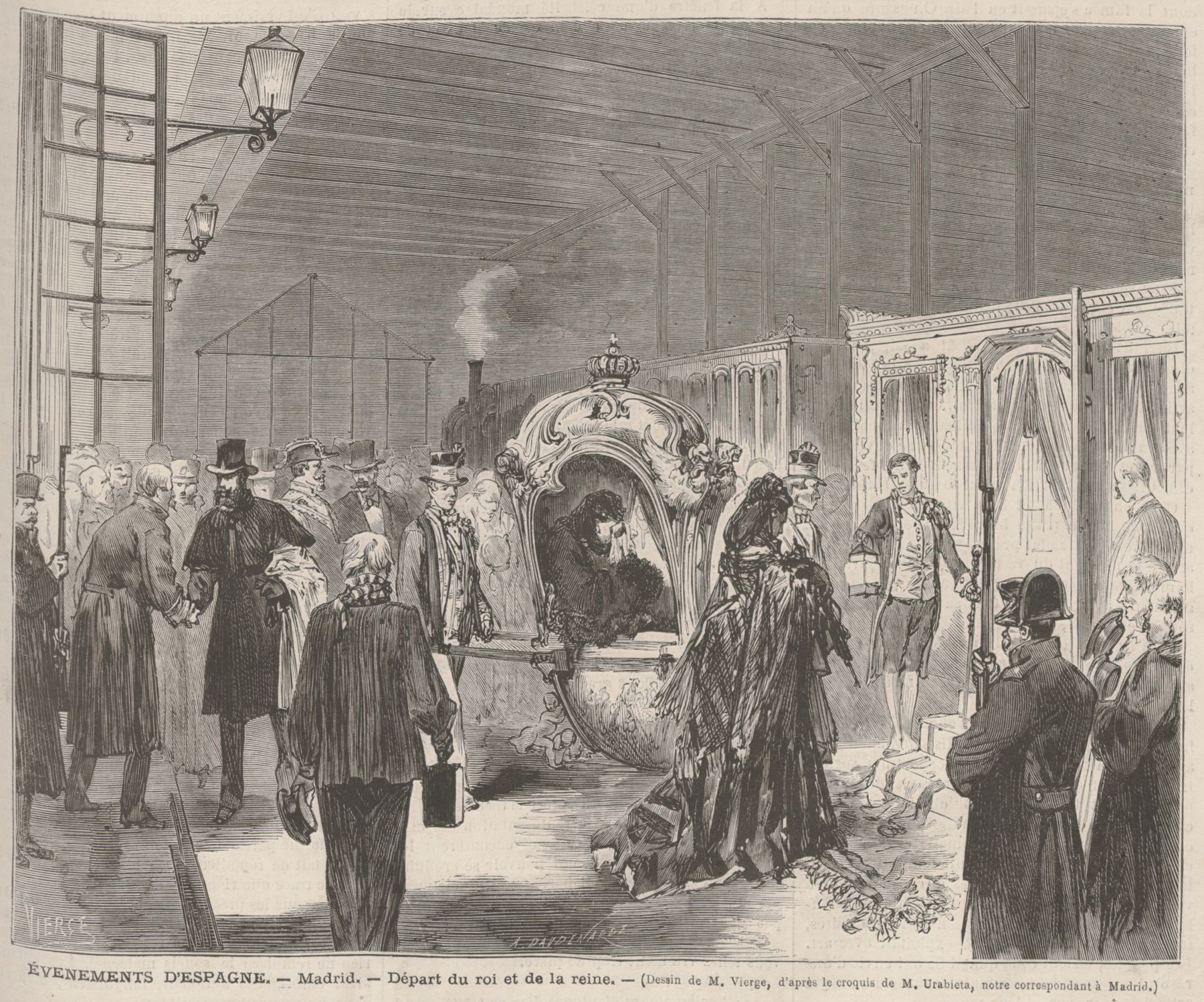
صورة لحظة خروج أماديو وزوجته فكتوريا ديل بوزو من إسبانيا بتاريخ 22 فبراير 1873.

ماإن نشرت الصحافة خبر تنازل الملك يوم الاثنين 10 فبراير حتى اصطف انصار الجمهورية الاتحادية في شوارع مدريد للمطالبة بإعلان الجمهورية. فاجتمعت الحكومة ولكن الآراء انقسمت بين الرئيس والوزراء التقدميين، الذين سعوا أن تصبح الحكومة انتقالية لتنظيم استفتاء في البلد حول كيفية تشكيل الحكومة -يدعم هذا الموقف الحزب الدستوري كي يمنع إعلان فوري للجمهورية-، ودعم هذا الموقف أيضا وزراء الحزب الديمقراطي بمؤازرة من رئيس مجلس النواب حسب الإتفاق بعد اجتماع مشترك للكونغرس ومجلس الشيوخ. وخرجت اتفاقية قررت بموجبها شكل الحكومة، وساعد في إعلان الجمهورية وجود أغلبية في المجلسين من الحزب الجمهوري الاتحادي والراديكاليين الديمقراطيين.
حاول رئيس الوزراء رويث ثوريا أن يماطل بالوقت طالبا من نواب حزبه في مجلس النواب وهم الأغلبية في المجلس الموافقة على تعليق الجلسات لمدة أربعة وعشرين ساعة وذلك لاستعادة النظام. وطلب أيضا أن لا يتم اتخاذ أي إجراء حتى يصل كتاب تنازل الملك أماديو الأول إلى الكورتيس وأعلن أن الحكومة ستقدم مشروع قانون التنازل. ولكن وزير الدولة كريستينو مارتوس رفض ذلك قائلا: أنه بمجرد حصول استقالة رسمية من الملك فإن السلطة ستكون بيد الكورتيس «وهنا لن يكون هناك سلالة أو حكم ملكي بل لا يوجد شيء آخر سوى الجمهورية». وهكذا أعلن البرلمان أنه في حالة انعقاد دائم. وفي الوقت نفسه كان مبنى مجلس النواب محاطا من الحشود المطالبة بإعلان الجمهورية، إلا أن الميليشيات الوطنية تمكنت من فضهم

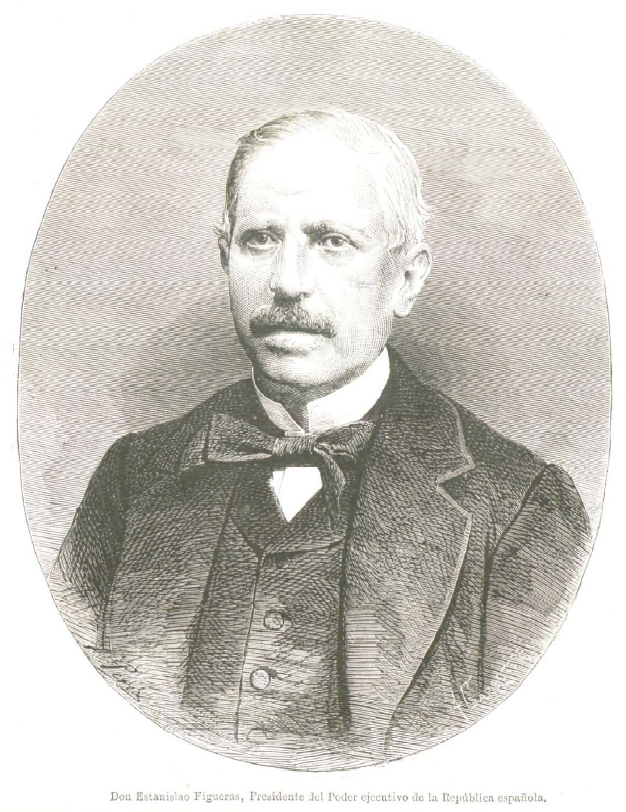
استانيسلاو فيجويراس، أول رئيس سلطة تنفيذية للجمهورية الإسبانية الأولى.

في اليوم التالي 11 فبراير هدد رؤساء المناطق الجمهوريون مجلس النواب إذا لم تعلن الجمهورية قبل الساعة 15:00 فإنهم سيبدأون بالتمرد. وأرسل جمهوريو برشلونة برقية إلى نوابهم في مدريد بنفس الطلب. ثم قرر الوزراء الديمقراطيون بقيادة مارتوس إلى جانب رؤساء مجلسي النواب والشيوخ ريفيرو وفيغيرولا بأن ينعقد المجلسين قبل أن يتم قراءة كتاب استقالة الملك أماديو الأول. وفي غياب رئيس الوزراء رويث ثوريا قال وزير الدولة مارتوس أن الحكومة أعادت صلاحياتها إلى الكورتيس فبدأ المجلسين بتشكيل النموذج المعتمد لحكومة الجمهورية وانتخاب مسؤول تنفيذي أي رئيس وزراء.
وفي الساعة 3:00 من بعد ظهر يوم 11 فبراير 1873 أعلن مجلسي النواب والشيوخ عن تشكيل الجمعية الوطنية للجمهورية بأغلبية 258 صوتا مقابل 32، وقرر البرلمان تعيين استانيسلاو فيجويراس أول رئيس سلطة تنفيذية للجمهورية الإسبانية الأولى:

## التقييم
وفقا لخورخي فيلشز فإن نظام الملك أماديو الأول فشل بسبب «صعوبة الجمع بين ملكية دستورية والديمقراطية»، حيث أن دستور 1869 لم ينشئ نظام ملكي برلماني ولكنه أسند تعيين الحكومة إلى الملك وليس إلى البرلمان، وهذا يشير إلى مرحلة «ماقبل البرلمان» من تاريخ إسبانيا الدستوري.

## قائمة المراجع
- Bahamonde، Ángel؛ Martínez، Jesús A. (1996). España en democracia. El Sexenio, 1868-1874 (ط. 6ª). Madrid: Cátedra. ISBN:84-7679-316-2. {{استشهاد بكتاب}}: الوسيط غير المعروف |año-original= تم تجاهله يقترح استخدام |orig-date= (مساعدة)
- Fontana، Josep (2007). La época del liberalismo. Vol. 6 de la Historia de España, dirigida por Josep Fontana y Ramón Villares. Barcelona: Crítica/Marcial Pons. ISBN:978-84-8432-876-6. {{استشهاد بكتاب}}: الوسيط غير المعروف |enlaceautor= تم تجاهله يقترح استخدام |author-link= (مساعدة)
- López-Cordón، María Victoria (1976). La revolución de 1868 y la I República. Madrid: Siglo XXI. ISBN:84-323-0238-4.
- Vilches، Jorge (2001). Progreso y Libertad. El Partido Progresista en la Revolución Liberal Española. Madrid: Alianza Editorial. ISBN:84-206-6768-4. {{استشهاد بكتاب}}: الوسيط غير المعروف |enlaceautor= تم تجاهله يقترح استخدام |author-link= (مساعدة)
- Suárez Cortina، Manuel (2006). La España Liberal (1868-1917). Política y sociedad. Madrid. {{استشهاد بكتاب}}: الوسيط غير المعروف |editorial= تم تجاهله يقترح استخدام |publisher= (مساعدة)صيانة الاستشهاد: مكان بدون ناشر (link)

| سبقه الحكومة المؤقتة 1868-1871 | حقب التاريخ الإسباني عهد أماديو الأول 1873-1871 | تبعه الجمهورية الإسبانية الأولى |